# リチャード・ボイル (初代コーク伯爵)
初代コーク伯爵リチャード・ボイル（Richard Boyle, 1st Earl of Cork, 1566年10月13日 - 1643年9月15日）は、アイルランド貴族、アイルランド大蔵卿（Lord Treasurer of Ireland）(英語版) である。「偉大なるコーク伯爵」（Great Earl of Cork）として知られる。
アイルランド王国南部、マンスターの農園において広大な土地を獲得したボイルは、16世紀、17世紀のイングランドによるアイルランドの継続的な植民地化において重要な人物であった。また息子たちは1640年代から50年代のアイルランド・カトリックの反乱との戦いにおいて、アイルランドにおけるイングランドとプロテスタントの勝利を支援する上で重要な役割を果たした。
ボイルの法則で知られ近代化学の祖とされるロバート・ボイルは第14子である。

## 背景

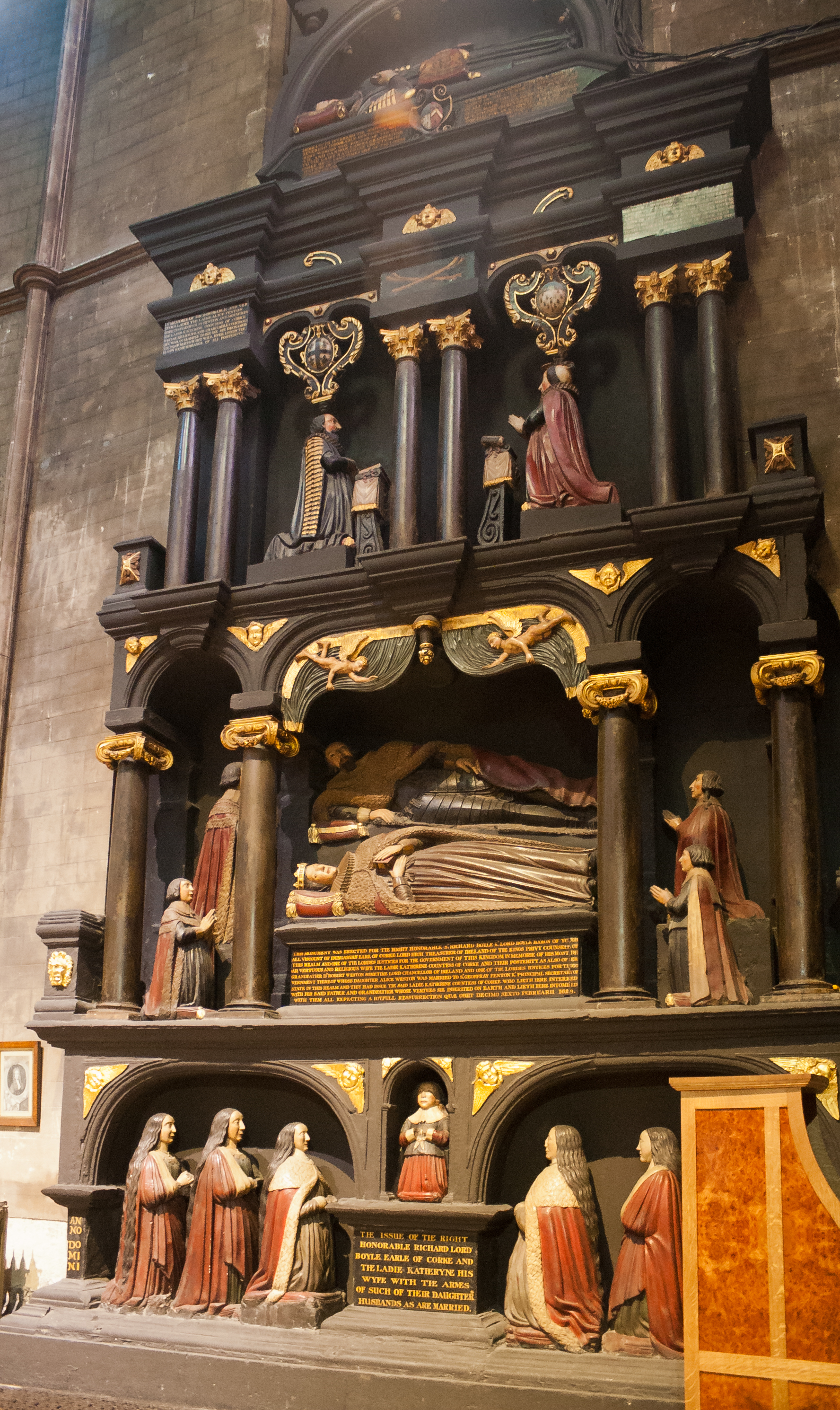
聖パトリック大聖堂にあるボイルとキャサリンの記念碑。1632年完成。

ボイルは1566年10月3日に、ロジャー・ボイル（Roger Boyle、1576年3月24日、ケント州フェヴァーシャム（Faversham）近郊のプレストン（Preston）にて死去）とジョアン（Joan、1529年10月20日 - 1586年3月20日）の次男としてカンタベリーで生まれた。ロジャーは古代にヘレフォードシャー（Herefordshire）に上陸した一家の末裔であり、ジョアンはジョン・ネイラー（John Naylor）の娘であった。2人は1564年10月16日にカンタベリーで結婚した。2人ともプレストン教区教会の内陣 の端にあるアラバスター製の墓に埋葬されている。
ボイルはカンタベリーのキングズ・スクール で学んだ。クリストファー・マーロウ（イングランドの劇作家、詩人）と同時期であった。その後1583年にケンブリッジ大学コーパス・クリスティ・カレッジ（Corpus Christi College）(英語版) に進み、さらにミドル・テンプル で法律を学んでロジャー・マンウッド（Roger Manwood、1525年 - 1592年、イングランド王国の法律家）の事務員となった。 マンウッドはその後、国庫管理責任者（Chief Baron of the Exchequer）(英語版) となった。
ボイルは学習を止めて、世界の知識と経験を得ることを決意し:152、ロンドンを離れアイルランドで新しいスタートを切った。彼は1588年6月23日にダブリンに到着した。所持金はわずか27ポンド（2016年現在価値は6,886ポンド）であった。いくつかの良い服を着て、10ポンド（2016年現在価値は2,550ポンド）相当の金のブレスレッドと、彼が母から死去の際に譲り受けずっと身につけていたダイアモンドの指輪、それと「レイピアとダガー」を持っていた:152。
1590年、ボイルは復帰地管理官（Escheator）(英語版)  総括、ジョン・クロフトン（John Crofton）の代理人に任用された。1595年11月6日、ジョアン・アプスレイ（Joan Apsley、1578年 - 1599年）(英語版) と結婚した。ジョアンは、マンスター地方初代知事の評議員（council）の一人であるリムリックのウィリアム・アプスレイ（William Apsley）の娘で共同相続人であった:152。この結婚はボイルに年間500ポンド（2016年現在価値は95,425ポンド） の不動産収入をもたらし、それは少なくとも1632年まで続いた。ジョアンは1599年12月14日にコーク県マロウ（Mallow）(英語版) で出産時に亡くなった。子供は死産だった。母子共にコーク県のバタバント（Buttevant）(英語版) 教会に埋葬された。

## 政治的経歴
ボイルはこの時点で、軍事財務担当（Treasurer at War）ヘンリー・ワロップ（Henry Wallop、1540年 - 1599年）(英語版) 、アイルランド上級判事（Lord Chief Justice of Ireland）(英語版) ロバート・ガーディナー（Robert Gardiner、1540年 - 1619年）(英語版) 、アイルランド上級裁判所上級判事（Chief Justice of the Irish Common Pleas）(英語版) ロバート・ディロン（Robert Dillon、1597年没）(英語版) 、コノート地方知事（Chief Commissioner）リチャード・ビンガム（Richard Bingham、1528年 - 1599年）(英語版) 等の攻撃の対象となっていた。ボイルの言によれば、彼の成功と繁栄に対する羨望の証明であった:153。
ボイルは彼の事務所でスペイン人と共に、詐欺と共謀の罪で逮捕された。彼はこの件で数回（少なくとも一回は1592年頃、ウィリアム・フィッツウィリアム（William FitzWilliam、1526年 - 1599年、アイルランド王国の裁判官、アイルランド総督）により）投獄されている。彼はエリザベス1世に申立てするためにイングランドに出発しようとしていたが、1598年10月のマンスターの反乱が起こり、ボイルの言によれば「私の全ての土地が無駄になり、私は再び貧困へと戻った。」アイルランド九年戦争の戦火はアルスターからのアイルランド反乱軍と共にマンスターに到達した。反乱軍にはイングランドからの入植者により土地を失った土着の人々も加わっていた。ボイルは安全のためにコークに逃げざるを得なかった。
この出来事でボイルはロンドンへ帰ることを余儀なくされ、彼に残されたのは寺院の墓室だけであった。この時点でボイルはすぐにエセックス伯ロバート・デヴァルーに雇い入れられた。
ヘンリー・ワロップ（Henry Wallop、1540年 - 1599年、軍事財務担当（Treasurer at War））(英語版) はその後ボイルを再起訴し、星室庁に召喚した。法廷ではボイルを起訴した人達は、起訴内容の実証に失敗したようだった。ボイルはエリザベス1世が法廷に参加するように何とか画策し、彼を起訴した人達の一部についてその不正行為を暴露した。
有名な言葉であるが、エリザベス1世は「なんたることでしょう！この申立てはかの青年に対する拵え事にすぎぬのではありませんか。」（By God's death, these are but inventions against the young man.）と言い、 そしてまた彼女は「ボイルは私達自身が雇うにふさわしい人物だ。」と言った。
1600年、ボイルはすぐに女王によりマンスター地方評議会の書記に任命された。1601年12月には女王にキンセール（Kinsale）(英語版) 近郊での勝利のニュースをもたらした。
1602年10月、アイルランド情勢を鑑み、ボイルはマンスター地方知事ジョージ・カリュー（George Carew, 1st Earl of Totnes、1555年 - 1629年）(英語版) により再び現場に送り込まれた。1603年7月25日、ダブリン近郊の聖メアリーズ修道院 (英語版) でカリューによりナイトに叙された。そしてまたその日ボイルは2番目の妻キャサリンと結婚した。彼女は国務長官（Principal Secretary of State）(英語版) ジェフリー・フェントン（Geoffrey Fenton、1539年 - 1608年）の娘だった。

## 地位と財産と爵位

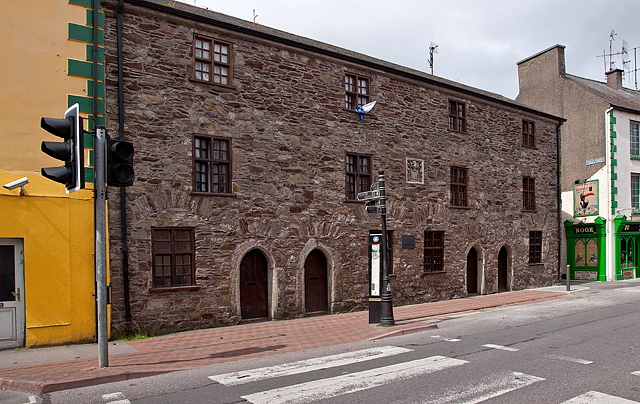
ヨールにある救貧院（almshouse）、1643年ボイルにより建てられた。

ボイルは1606年にマンスター地方枢密顧問官（Privy Councillor）となり、1612年にはアイルランド王国の枢密顧問官となった:156。
ボイルはバンドン（Bandon）(英語版) の町の建設を訴えたが、実際にはヘンリー・ビーチャー（Henry Beecher）、ジョン大助祭 (Archdeacon) (英語版)、ウィリアム・ニュース (William Newce) により町の建設は計画され実行された。バンドンの町が作られた土地は1586年にエリザベス1世によってフェーン・ビーチャー (Phane Beecher) に与えられ、その後彼の長子のヘンリーに承継され、1618年11月にボイルに売却された。彼はバンドンで製錬業と織物業を始め、ブリストルから多くのイングランド人入植者を呼び込んだ。
ボイルは1614年5月18日に、ダブリン城で開催された1614年アイルランド議会において、議員の一人としてリスモア (Lismore) (英語版) に戻らせられた。
彼は1616年9月6日にアイルランド貴族であるボイル卿、ヨール男爵（Lord Boyle, Baron of Youghal）に叙爵され、1620年10月26日にコーク伯爵とダンガーヴァン子爵（Viscount Dungarvan）が創設された。1629年10月26日、控訴院裁判官 (Lord Justice) (英語版) に任用され、1631年11月9日、アイルランド大蔵卿 (Lord Treasurer of Ireland) (英語版) に任用された。彼はイングランド議会において貴族ではなかったが、それにもかかわらず「陛下の偉大な御慈悲による上院への召喚状により」貴族であったと記録されており、その後「貴族院議長の椅子 (Woolsack) (英語版) の内側に座るアシスタント」という名誉ある地位についた。
クロナキルティー (Clonakilty、アイルランドコーク県の町) (英語版) の町は、正式にはボイルがイングランド王ジェームズ1世から許可を得た1613年に作られた。

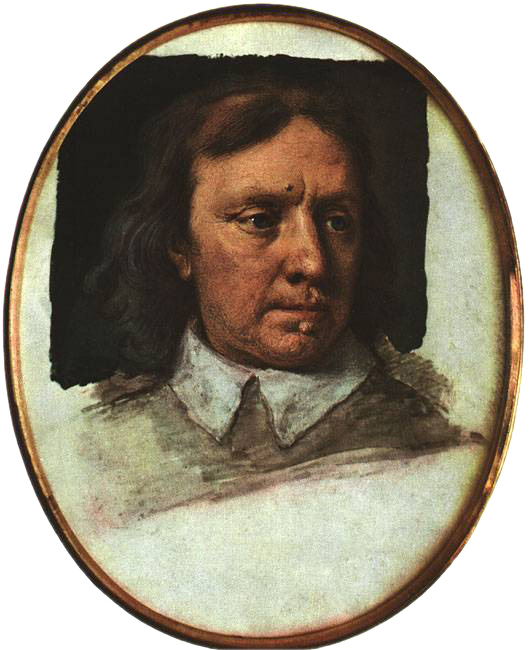
オリバー・クロムウェル

オリバー・クロムウェル（後にイングランド共和国初代護国卿）はリチャード・ボイルに関して「もしコーク伯爵が全ての州にいたら、アイルランド人達が反乱を蜂起することは不可能だっただろう」と語ったことが記録されている。 
ボイルは1602年にウォルター・ローリーのアイルランドコーク県 (含むリズモア城(英語版)) 、ウォーターフォード県、ティペラリー県、ヨール州 (Youghal) (英語版) にある不動産 42,000エーカー (170 km2) を 1,500ポンド (2016年現在価値は306,180ポンド)  で購入した。それはマンスター地方知事ジョージ・カリュー (George Carew, 1st Earl of Totnes、1555年-1629年) (英語版) の強い勧めによるものだった。ボイルの不動産の秩序は、兵が駐留する13の城により維持された。
「ボイル帝国」を矮小化して「ローリー不動産」の開発等と単純に比較するのは間違いである。(例えばバンドンの町全体の獲得は1625年まで完了しなかった。) ボイルが行った公共的開発の遺産 (彼の生涯の間に4,000人を超える雇用が記録されている。) の一部を形成する町には、他にミドルトン (Midleton) (英語版) 、キャッスルマーティア (Castlemartyr) (英語版) 、シャルルヴィル (Charleville) (英語版) 、ドネレイル (Doneraile) (英語版) 等が含まれる。
リチャード・ボイルはヨール州の聖メアリー・ヨール協同教会 (Collegiate Church of St Mary Youghal) (英語版) の近くに、今日では「ザ・カレッジ」として知られる居宅を構えていた。1625年から26年までは州長官 (Sheriff) の事務所を使っていた。
1636年までにボイルは、アイルランドに住んで残りの人生を全うすることを選択していた。彼はドーセット州スタルブリッジ (Stalbridge) (英語版) の荘園 (manor) をジェームズ・トゥーシェ、第3代キャッスルヘヴン伯爵 (James Tuchet, 3rd Earl of Castlehaven、1617年-1684年) (英語版) から5,000ポンドで購入した。ここは彼のイングランドでの拠点となり、1637年にはサマセット近郊のテンプルクーム (Templecombe) (英語版) の荘園に20,000ポンド以上拠出した。
彼はまた、1640年にビデフォード (Bideford)   (英語版) 近郊にあるアネリーハウス (Annery House) (英語版) を5,000ポンドで購入した。彼はアネリーハウスの購入を最も喜んでおり、またそこでの生活に喜んでいた。彼はまた、ビデフォードからヨールに簡単に旅行ができることを嬉しがっていた。
アネリーハウスは1643年ボイルの死に伴い、彼の四男であるフランシス・ボイル、初代シャノン子爵 (1623年-1699年) 譲られた。彼はまた、ジョージ・カリュー、初代トットネス伯爵 (George Carew, 1st Earl of Totnes、1555年-1629年) (英語版) の私生児で彼の友人のトーマス・スタフォード (Thomas Stafford) に、デヴォン州にあるサルクーム (Salcombe)  (英語版) 荘園を遺した。ハルバートン (Halberton)  (英語版)  荘園もまたフランシスと妻エリザベス・キリグリュー に遺している。

## ボイルの政敵

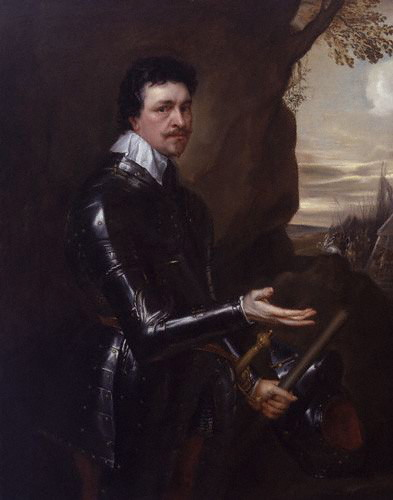
トマス・ウェントワース
初代ストラフォード伯爵

ボイルの最も有名な政敵はチャールズ1世の側近のストラフォード伯爵トマス・ウェントワースであった。ストラフォードは1633年にアイルランド総督（Lord Deputy）としてアイルランドに赴任し、最初は上手くボイルから彼の特権と収入をはく奪した。ボイルはストラフォードのアイルランドでの計画に対して、辛抱強く逆境の中で力を蓄え、このボイルによる効果的な政治的策略がストラフォード失脚の重要な要因となった。ストラフォードがボイルに対して行った屈辱的な行為の典型例として、ボイルの妻の墓をダブリンの聖パトリック大聖堂から移動させたことが挙げられる。ボイルはまた、ヨール大学（Youghal College）の資金の不正流用疑惑で、アイルランドの星室庁とも言えるコート・オブ・キャッスル・チャンバー (Court of Castle Chamber) (英語版) に起訴された。
ストラフォードと同じくチャールズ1世の側近である大主教ウィリアム・ロードは、ストラフォードのボイルに対する攻撃に関して嬉々として次のように書いている。「時間内に与えられるのであれば、嘔吐物より良い下剤はない。そういう意味で、あなたはコーク伯爵の管理に関して早くからとても賢明な選択をしていた。私はそれが彼をよくすることを願っている。」
ロードとストラフォードはチャールズ1世と、その時代を生きた他の多くの人達と同じ運命を分かち合い、ボイルに対抗して陰謀を企てた。しかしながら、ボイルの全ての肝心な節目において見せる説得力のある政治的に適切な対応によって、早い終焉を迎えた。ロードの深刻な誤算は、1641年のアイルランド反乱を予測できなかったことであった。

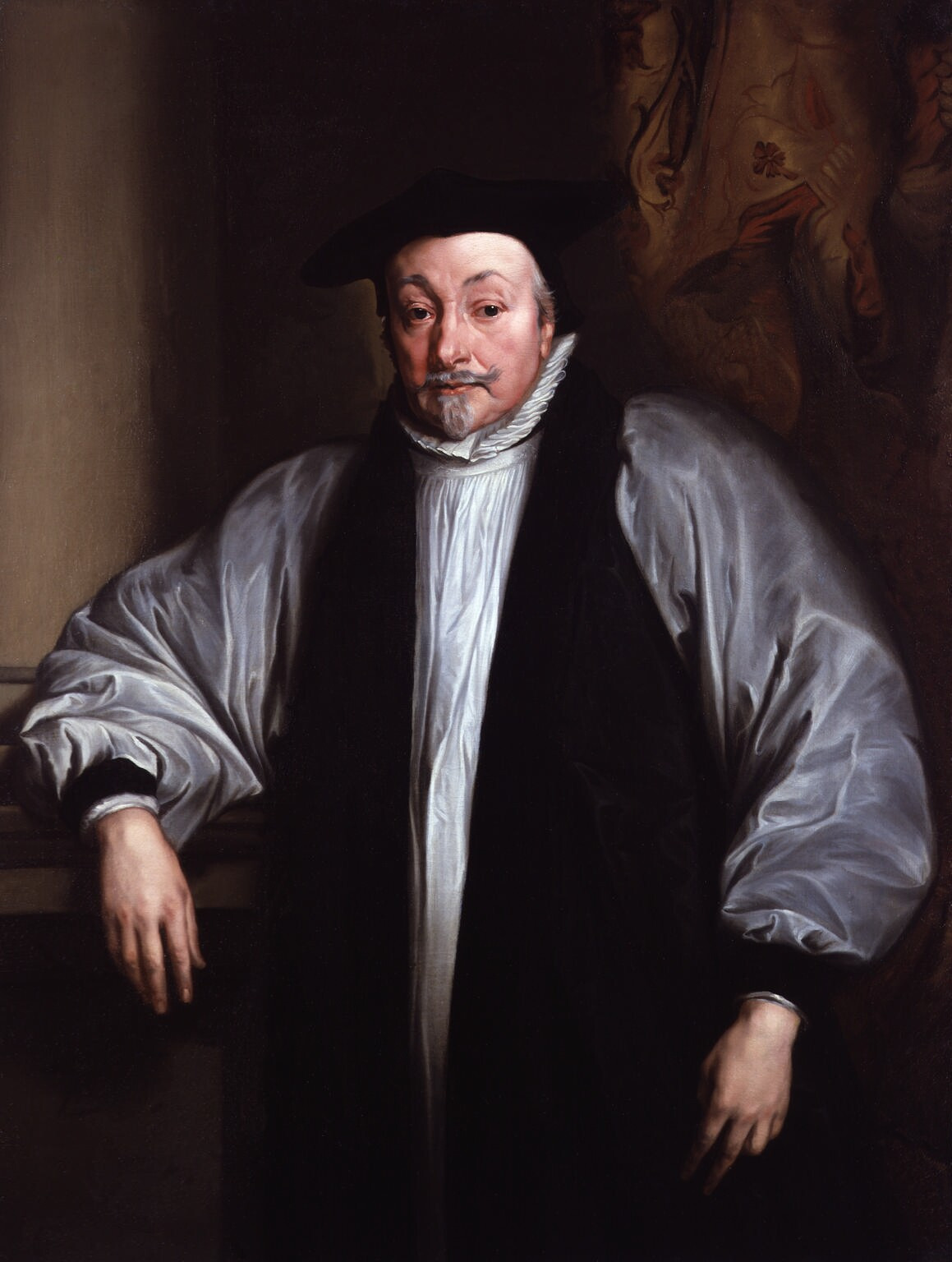
大主教ウィリアム・ロード

ストラフォードの裁判でボイルは重要な証人だったが、公判には直接は参加しなかった。当然ながらボイルはストラフォードに対する糾弾を全面的に支援し、彼の死刑を心から願っていた。
ボイルは子供達からの従順さを期待したが、心から優しい父親として、彼の政敵からの反抗とは違い、子供達からの反抗に関しては寛容だった。「私のやんちゃ娘 (my unruly daughter) 」メアリーはクランブラッシル伯爵 (James Hamilton, 1st Earl of Clanbrassil、1618年-1659年) (英語版) との結婚を拒絶し、父の承諾なしにウォリック伯チャールズ・リッチと結婚して父を怒らせたが、両者はすぐに和解して父は莫大な持参金を娘に持たせた。
ボイルは1641年のアイルランド反乱で彼の土地を追われたまま、1643年に亡くなった。しかしながら、彼の息子たちは反乱の抑圧後、家族の不動産を取り戻した。

## ボイルの哲学的遺産
ボイルは「最初の植民地支配による大富豪」(first colonial millionaire) と言われる。歴史家のR・F・フォスター (R. F. Foster、1949年生、アイルランドの歴史家) (英語版) は彼の著作「現代のアイルランド」(Modern Ireland) の中でボイルを「エリザベス期のアイルランドにおける冒険家と植民地支配者の縮図」と呼んでいる。
ボイルのモットーは「神の御心こそが私の財産である。」(God's Providence is my inheritance) であった。

## 家族
ボイルは2番目の妻キャサリン・フェントン（Catherine Fenton）との間に15人の子供をもうけた。

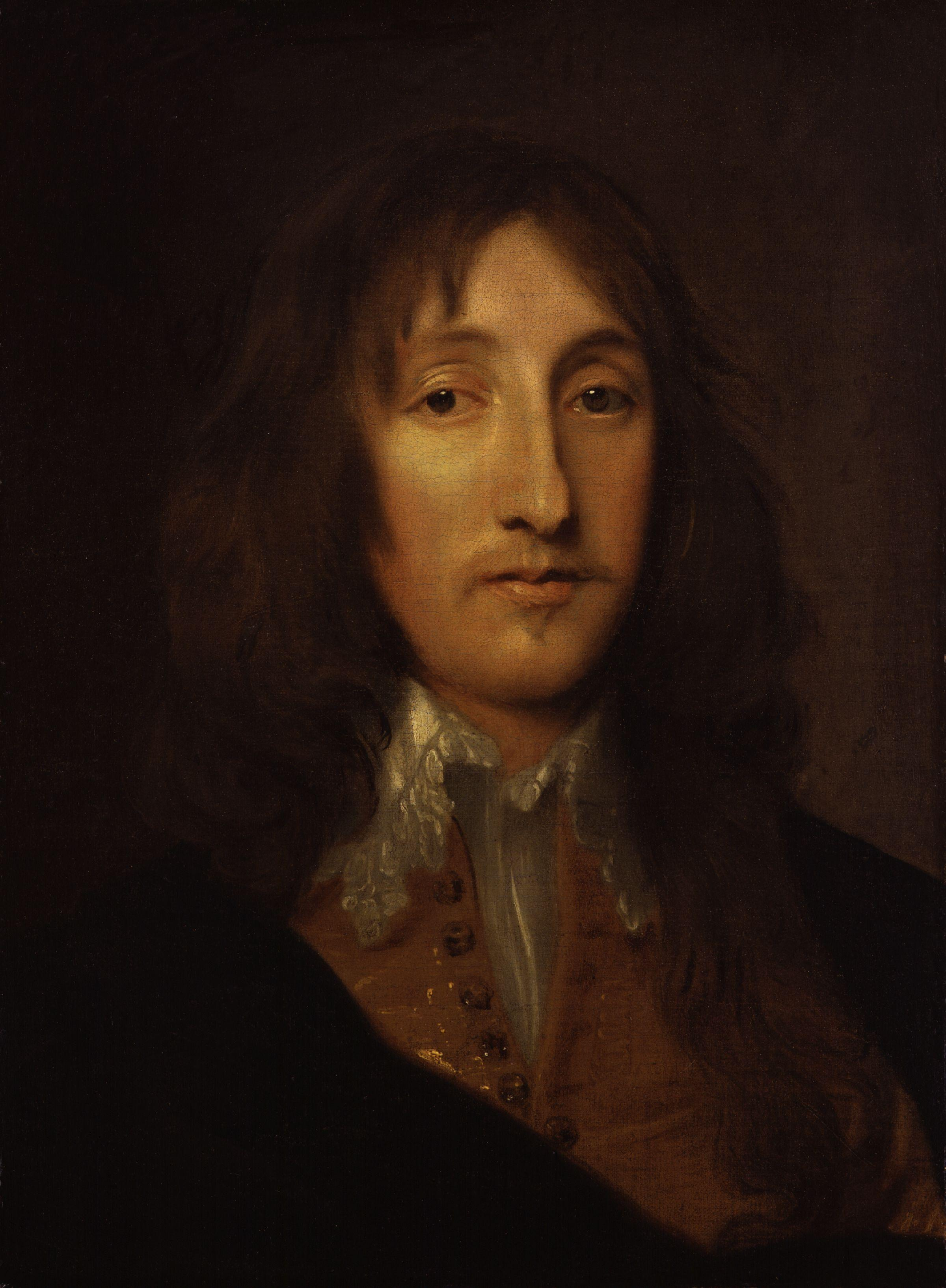
リチャード・ボイル
第2代コーク伯爵

- ロジャー・ボイル（Roger Boyle、1606年 - 1615年）
- アリス・ボイル（Alice Boyle、1607年 - 1667年） - 1631年、初代バリーモア伯爵デヴィッド・バリー（David Barry, 1st Earl of Barrymore、1604年 - 1642年）(英語版) と結婚し、彼の死後ジョン・バリー（John Barry）と結婚した。
- サラ・ボイル（Sarah Boyle、1609年 - 1633年） - トーマス・ムーア（Thomas Moore）と結婚し、彼の死後初代ディグビー男爵ロバート・ディグビー（Robert Digby, 1st Baron Digby、1642年死去）(英語版) と結婚した。
- レティス・ボイル（Lettice Boyle、1610年 - 1657年） - ゴーリング卿ジョージ・ゴーリング（英語版）（George Goring, Lord Goring、1608年 - 1657年）と結婚した。
- ジョアン・ボイル（Joan Boyle、1611年 - 1657年） - 第16代キルデア伯爵ジョージ・フィッツジェラルド（George FitzGerald, 16th Earl of Kildare、1612年 - 1660年）(英語版) と結婚した。
- リチャード・ボイル - 第2代コーク伯爵、初代バーリントン伯爵
- キャサリン・ボイル（英語版）（Katherine Boyle、1615年 - 1691年） - 第2代ラネラ子爵アーサー・ジョーンズ（英語版）（Arthur Jones, 2nd Viscount Ranelagh、1669年死去）と結婚した。

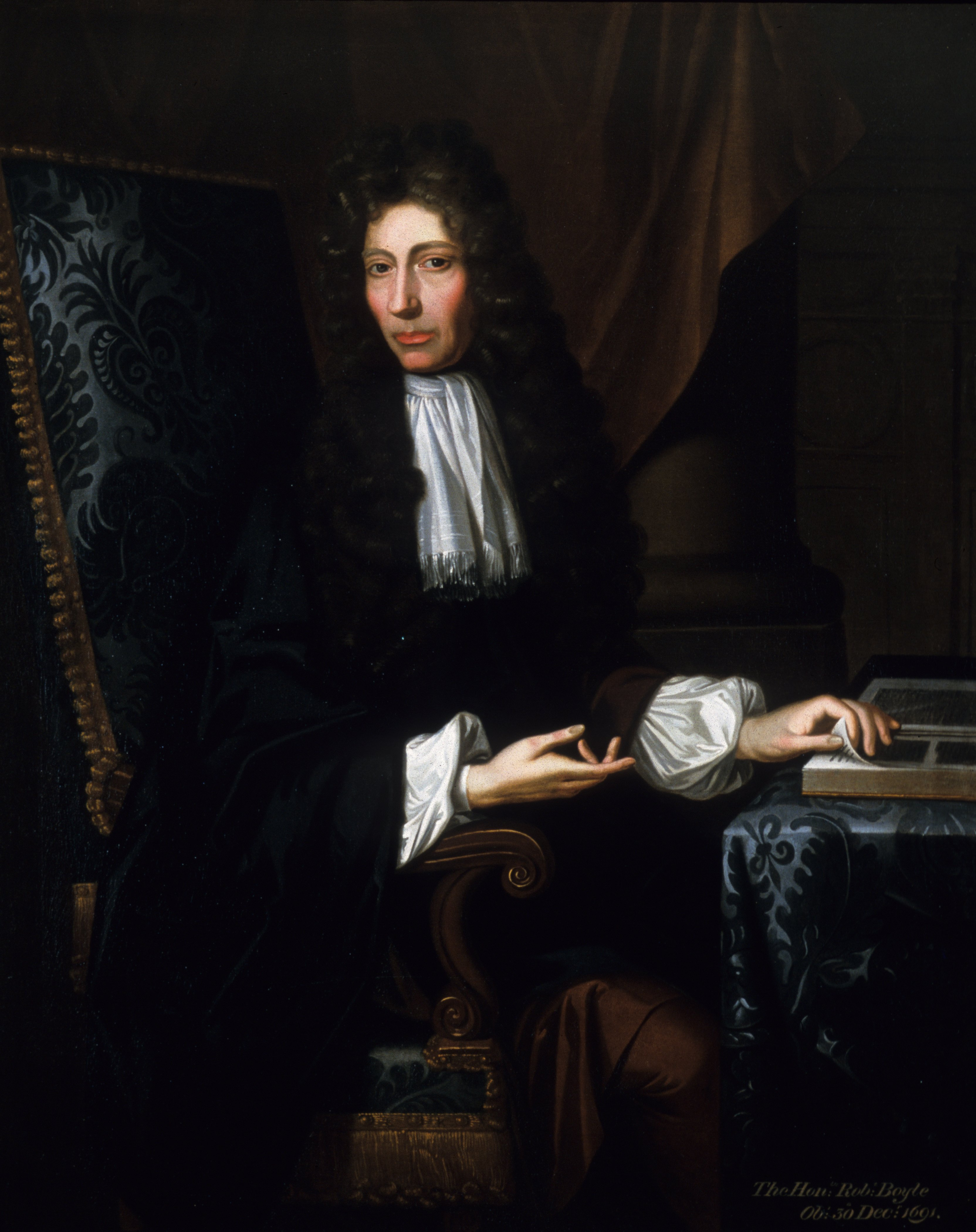
ロバート・ボイル

- ジェフリー・ボイル（Geoffrey Boyle）
- ドロシー・ボイル（Dorothy Boyle） - アーサー・ロフタス（Arthur Loftus、1665年死去）(英語版) と結婚し、アダム・ロフタス（後の初代リスバーン子爵）（Adam Loftus, 1st Viscount Lisburne、1647年 - 1691年）(英語版) を産んだ。
- ルイス・ボイル - 初代キナルミーキーのボイル子爵。23歳のときリスカロールの戦い（Battle of Liscarroll）(英語版) で戦死し、子爵位は兄リチャードに承継された。
- ロジャー・ボイル - ブロッグヒル男爵、初代オーラリー伯爵
- フランシス・ボイル - エリザベス・キリグリューと結婚した。
- メアリー・ボイル（Mary Boyle、1625年 - 1678年）(英語版) - ウォリック伯チャールズ・リッチ（英語版）（1611年 - 1673年）と結婚した。
- ロバート・ボイル（Robert Boyle、1627年 - 1691年） - 自然哲学者、化学者、物理学者、発明家。ボイルの法則で知られ、近代化学の祖とされる。
- マーガレット・ボイル（Margaret Boyle）

## 系譜図
|  |  |                              |                              |                              |                              |                                                                                              |                                                                                              |                                                                                              |                                                                                              | | | | | | |                                                                                               |                                                                                               |                                                 |                                                 |                                                                                             |                                                                                             |                                                                                             |                                                                                             |                                                                                             |                                                                                             |                                                                                            |                                                                                            |                                                                                               |                                                                                               | リチャード・ボイル 初代コーク伯爵 初代ダンガーヴァン子爵 (1566-1643)                          |                                                                                               |                                                                                               |                                                                                               |                                                                                            |                                                                                            |                                                                                            |                                                                                            |                                                                                            |                                                                                            |                                                                                           |                                                                                           |                                      |                                      |  |  |                                                  |                                                  |                                                  |                                                  |                                                  |                                                  |  |  |                                                  |                                                  |                                                  |                                                  |                                                  |                                                  |  |  |                              |                              |                              |                              |                              |                              |  |  |  |  |  |  |  |  |  |  |  |  |  |  |  |  |  |  |  |  |  |  |  |  |  |  |  |  |  |  |
|  |  |                              |                              |                              |                              |                                                                                              |                                                                                              |                                                                                              |                                                                                              | | | | | | |                                                                                               |                                                                                               |                                                 |                                                 |                                                                                             |                                                                                             |                                                                                             |                                                                                             |                                                                                             |                                                                                             |                                                                                            |                                                                                            |                                                                                               |                                                                                               |                                                                                               |                                                                                               |                                                                                               |                                                                                               |                                                                                            |                                                                                            |                                                                                            |                                                                                            |                                                                                            |                                                                                            |                                                                                           |                                                                                           |                                      |                                      |  |  |                                                  |                                                  |                                                  |                                                  |                                                  |                                                  |  |  |                                                  |                                                  |                                                  |                                                  |                                                  |                                                  |  |  |                              |                              |                              |                              |                              |                              |  |  |  |  |  |  |  |  |  |  |  |  |  |  |  |  |  |  |  |  |  |  |  |  |  |  |  |  |  |  |
|  |  |                              |                              |                              |                              |                                                                                              |                                                                                              |                                                                                              |                                                                                              | | | | | | |                                                                                               |                                                                                               |                                                 |                                                 |                                                                                             |                                                                                             |                                                                                             |                                                                                             |                                                                                             |                                                                                             |                                                                                            |                                                                                            |                                                                                               |                                                                                               |                                                                                               |                                                                                               |                                                                                               |                                                                                               |                                                                                            |                                                                                            |                                                                                            |                                                                                            |                                                                                            |                                                                                            |                                                                                           |                                                                                           |                                      |                                      |  |  |                                                  |                                                  |                                                  |                                                  |                                                  |                                                  |  |  |                                                  |                                                  |                                                  |                                                  |                                                  |                                                  |  |  |                              |                              |                              |                              |                              |                              |  |  |  |  |  |  |  |  |  |  |  |  |  |  |  |  |  |  |  |  |  |  |  |  |  |  |  |  |  |  |
|  |  | ロジャー・ボイル (1606-1615) | ロジャー・ボイル (1606-1615) | ロジャー・ボイル (1606-1615) | ロジャー・ボイル (1606-1615) | ロジャー・ボイル (1606-1615)                                                                 | ロジャー・ボイル (1606-1615)                                                                 |                                                                                              |                                                                                              | リチャード・ボイル 第2代コーク伯爵 初代バーリントン伯爵 第2代ダンガーヴァン子爵 第2代キナルミーキーのボイル子爵 (1612-1698) | リチャード・ボイル 第2代コーク伯爵 初代バーリントン伯爵 第2代ダンガーヴァン子爵 第2代キナルミーキーのボイル子爵 (1612-1698) | リチャード・ボイル 第2代コーク伯爵 初代バーリントン伯爵 第2代ダンガーヴァン子爵 第2代キナルミーキーのボイル子爵 (1612-1698) | リチャード・ボイル 第2代コーク伯爵 初代バーリントン伯爵 第2代ダンガーヴァン子爵 第2代キナルミーキーのボイル子爵 (1612-1698) | リチャード・ボイル 第2代コーク伯爵 初代バーリントン伯爵 第2代ダンガーヴァン子爵 第2代キナルミーキーのボイル子爵 (1612-1698) | リチャード・ボイル 第2代コーク伯爵 初代バーリントン伯爵 第2代ダンガーヴァン子爵 第2代キナルミーキーのボイル子爵 (1612-1698) |                                                                                               |                                                                                               |                                                 |                                                 |                                                                                             |                                                                                             | ルイス・ボイル 初代キナルミーキーのボイル子爵 (1619-1642)                                   | ルイス・ボイル 初代キナルミーキーのボイル子爵 (1619-1642)                                   | ルイス・ボイル 初代キナルミーキーのボイル子爵 (1619-1642)                                   | ルイス・ボイル 初代キナルミーキーのボイル子爵 (1619-1642)                                   | ルイス・ボイル 初代キナルミーキーのボイル子爵 (1619-1642)                                  | ルイス・ボイル 初代キナルミーキーのボイル子爵 (1619-1642)                                  |                                                                                               |                                                                                               |                                                                                               |                                                                                               |                                                                                               |                                                                                               |                                                                                            |                                                                                            | ロジャー・ボイル 初代オーラリー伯爵 (1621-1679)                                            | ロジャー・ボイル 初代オーラリー伯爵 (1621-1679)                                            | ロジャー・ボイル 初代オーラリー伯爵 (1621-1679)                                            | ロジャー・ボイル 初代オーラリー伯爵 (1621-1679)                                            | ロジャー・ボイル 初代オーラリー伯爵 (1621-1679)                                           | ロジャー・ボイル 初代オーラリー伯爵 (1621-1679)                                           |                                      |                                      |  |  |                                                  |                                                  |                                                  |                                                  |                                                  |                                                  |  |  | フランシス・ボイル 初代シャノン子爵 (1623-1699)  | フランシス・ボイル 初代シャノン子爵 (1623-1699)  | フランシス・ボイル 初代シャノン子爵 (1623-1699)  | フランシス・ボイル 初代シャノン子爵 (1623-1699)  | フランシス・ボイル 初代シャノン子爵 (1623-1699)  | フランシス・ボイル 初代シャノン子爵 (1623-1699)  |  |  | ロバート・ボイル (1627-1691) | ロバート・ボイル (1627-1691) | ロバート・ボイル (1627-1691) | ロバート・ボイル (1627-1691) | ロバート・ボイル (1627-1691) | ロバート・ボイル (1627-1691) |  |  |  |  |  |  |  |  |  |  |  |  |  |  |  |  |  |  |  |  |  |  |  |  |  |  |  |  |  |  |
|  |  | ロジャー・ボイル (1606-1615) | ロジャー・ボイル (1606-1615) | ロジャー・ボイル (1606-1615) | ロジャー・ボイル (1606-1615) | ロジャー・ボイル (1606-1615)                                                                 | ロジャー・ボイル (1606-1615)                                                                 |                                                                                              |                                                                                              | リチャード・ボイル 第2代コーク伯爵 初代バーリントン伯爵 第2代ダンガーヴァン子爵 第2代キナルミーキーのボイル子爵 (1612-1698) | リチャード・ボイル 第2代コーク伯爵 初代バーリントン伯爵 第2代ダンガーヴァン子爵 第2代キナルミーキーのボイル子爵 (1612-1698) | リチャード・ボイル 第2代コーク伯爵 初代バーリントン伯爵 第2代ダンガーヴァン子爵 第2代キナルミーキーのボイル子爵 (1612-1698) | リチャード・ボイル 第2代コーク伯爵 初代バーリントン伯爵 第2代ダンガーヴァン子爵 第2代キナルミーキーのボイル子爵 (1612-1698) | リチャード・ボイル 第2代コーク伯爵 初代バーリントン伯爵 第2代ダンガーヴァン子爵 第2代キナルミーキーのボイル子爵 (1612-1698) | リチャード・ボイル 第2代コーク伯爵 初代バーリントン伯爵 第2代ダンガーヴァン子爵 第2代キナルミーキーのボイル子爵 (1612-1698) |                                                                                               |                                                                                               |                                                 |                                                 |                                                                                             |                                                                                             | ルイス・ボイル 初代キナルミーキーのボイル子爵 (1619-1642)                                   | ルイス・ボイル 初代キナルミーキーのボイル子爵 (1619-1642)                                   | ルイス・ボイル 初代キナルミーキーのボイル子爵 (1619-1642)                                   | ルイス・ボイル 初代キナルミーキーのボイル子爵 (1619-1642)                                   | ルイス・ボイル 初代キナルミーキーのボイル子爵 (1619-1642)                                  | ルイス・ボイル 初代キナルミーキーのボイル子爵 (1619-1642)                                  |                                                                                               |                                                                                               |                                                                                               |                                                                                               |                                                                                               |                                                                                               |                                                                                            |                                                                                            | ロジャー・ボイル 初代オーラリー伯爵 (1621-1679)                                            | ロジャー・ボイル 初代オーラリー伯爵 (1621-1679)                                            | ロジャー・ボイル 初代オーラリー伯爵 (1621-1679)                                            | ロジャー・ボイル 初代オーラリー伯爵 (1621-1679)                                            | ロジャー・ボイル 初代オーラリー伯爵 (1621-1679)                                           | ロジャー・ボイル 初代オーラリー伯爵 (1621-1679)                                           |                                      |                                      |  |  |                                                  |                                                  |                                                  |                                                  |                                                  |                                                  |  |  | フランシス・ボイル 初代シャノン子爵 (1623-1699)  | フランシス・ボイル 初代シャノン子爵 (1623-1699)  | フランシス・ボイル 初代シャノン子爵 (1623-1699)  | フランシス・ボイル 初代シャノン子爵 (1623-1699)  | フランシス・ボイル 初代シャノン子爵 (1623-1699)  | フランシス・ボイル 初代シャノン子爵 (1623-1699)  |  |  | ロバート・ボイル (1627-1691) | ロバート・ボイル (1627-1691) | ロバート・ボイル (1627-1691) | ロバート・ボイル (1627-1691) | ロバート・ボイル (1627-1691) | ロバート・ボイル (1627-1691) |  |  |  |  |  |  |  |  |  |  |  |  |  |  |  |  |  |  |  |  |  |  |  |  |  |  |  |  |  |  |
|  |  |                              |                              |                              |                              |                                                                                              |                                                                                              |                                                                                              |                                                                                              | | | | | | |                                                                                               |                                                                                               |                                                 |                                                 |                                                                                             |                                                                                             |                                                                                             |                                                                                             |                                                                                             |                                                                                             |                                                                                            |                                                                                            |                                                                                               |                                                                                               |                                                                                               |                                                                                               |                                                                                               |                                                                                               |                                                                                            |                                                                                            |                                                                                            |                                                                                            |                                                                                            |                                                                                            |                                                                                           |                                                                                           |                                      |                                      |  |  |                                                  |                                                  |                                                  |                                                  |                                                  |                                                  |  |  |                                                  |                                                  |                                                  |                                                  |                                                  |                                                  |  |  |                              |                              |                              |                              |                              |                              |  |  |  |  |  |  |  |  |  |  |  |  |  |  |  |  |  |  |  |  |  |  |  |  |  |  |  |  |  |  |
|  |  |                              |                              |                              |                              | チャールズ・ボイル 第3代ダンガーヴァン子爵 (1639-1694)                                       | チャールズ・ボイル 第3代ダンガーヴァン子爵 (1639-1694)                                       | チャールズ・ボイル 第3代ダンガーヴァン子爵 (1639-1694)                                       | チャールズ・ボイル 第3代ダンガーヴァン子爵 (1639-1694)                                       | チャールズ・ボイル 第3代ダンガーヴァン子爵 (1639-1694)                                                                      | チャールズ・ボイル 第3代ダンガーヴァン子爵 (1639-1694)                                                                      | | | リチャード・ボイル (1640年代-1665)                                                                                          | リチャード・ボイル (1640年代-1665)                                                                                          | リチャード・ボイル (1640年代-1665)                                                            | リチャード・ボイル (1640年代-1665)                                                            | リチャード・ボイル (1640年代-1665)              | リチャード・ボイル (1640年代-1665)              |                                                                                             |                                                                                             |                                                                                             |                                                                                             |                                                                                             |                                                                                             | ロジャー・ボイル 第2代オーラリー伯爵 (1646-1682)                                           | ロジャー・ボイル 第2代オーラリー伯爵 (1646-1682)                                           | ロジャー・ボイル 第2代オーラリー伯爵 (1646-1682)                                              | ロジャー・ボイル 第2代オーラリー伯爵 (1646-1682)                                              | ロジャー・ボイル 第2代オーラリー伯爵 (1646-1682)                                              | ロジャー・ボイル 第2代オーラリー伯爵 (1646-1682)                                              |                                                                                               |                                                                                               |                                                                                            |                                                                                            |                                                                                            |                                                                                            |                                                                                            |                                                                                            |                                                                                           |                                                                                           |                                      |                                      |  |  | ヘンリー・ボイル                                 | ヘンリー・ボイル                                 | ヘンリー・ボイル                                 | ヘンリー・ボイル                                 | ヘンリー・ボイル                                 | ヘンリー・ボイル                                 |  |  | リチャード・ボイル (1640頃生)                    | リチャード・ボイル (1640頃生)                    | リチャード・ボイル (1640頃生)                    | リチャード・ボイル (1640頃生)                    | リチャード・ボイル (1640頃生)                    | リチャード・ボイル (1640頃生)                    |  |  |                              |                              |                              |                              |                              |                              |  |  |  |  |  |  |  |  |  |  |  |  |  |  |  |  |  |  |  |  |  |  |  |  |  |  |  |  |  |  |
|  |  |                              |                              |                              |                              | チャールズ・ボイル 第3代ダンガーヴァン子爵 (1639-1694)                                       | チャールズ・ボイル 第3代ダンガーヴァン子爵 (1639-1694)                                       | チャールズ・ボイル 第3代ダンガーヴァン子爵 (1639-1694)                                       | チャールズ・ボイル 第3代ダンガーヴァン子爵 (1639-1694)                                       | チャールズ・ボイル 第3代ダンガーヴァン子爵 (1639-1694)                                                                      | チャールズ・ボイル 第3代ダンガーヴァン子爵 (1639-1694)                                                                      | | | リチャード・ボイル (1640年代-1665)                                                                                          | リチャード・ボイル (1640年代-1665)                                                                                          | リチャード・ボイル (1640年代-1665)                                                            | リチャード・ボイル (1640年代-1665)                                                            | リチャード・ボイル (1640年代-1665)              | リチャード・ボイル (1640年代-1665)              |                                                                                             |                                                                                             |                                                                                             |                                                                                             |                                                                                             |                                                                                             | ロジャー・ボイル 第2代オーラリー伯爵 (1646-1682)                                           | ロジャー・ボイル 第2代オーラリー伯爵 (1646-1682)                                           | ロジャー・ボイル 第2代オーラリー伯爵 (1646-1682)                                              | ロジャー・ボイル 第2代オーラリー伯爵 (1646-1682)                                              | ロジャー・ボイル 第2代オーラリー伯爵 (1646-1682)                                              | ロジャー・ボイル 第2代オーラリー伯爵 (1646-1682)                                              |                                                                                               |                                                                                               |                                                                                            |                                                                                            |                                                                                            |                                                                                            |                                                                                            |                                                                                            |                                                                                           |                                                                                           |                                      |                                      |  |  | ヘンリー・ボイル                                 | ヘンリー・ボイル                                 | ヘンリー・ボイル                                 | ヘンリー・ボイル                                 | ヘンリー・ボイル                                 | ヘンリー・ボイル                                 |  |  | リチャード・ボイル (1640頃生)                    | リチャード・ボイル (1640頃生)                    | リチャード・ボイル (1640頃生)                    | リチャード・ボイル (1640頃生)                    | リチャード・ボイル (1640頃生)                    | リチャード・ボイル (1640頃生)                    |  |  |                              |                              |                              |                              |                              |                              |  |  |  |  |  |  |  |  |  |  |  |  |  |  |  |  |  |  |  |  |  |  |  |  |  |  |  |  |  |  |
|  |  |                              |                              |                              |                              |                                                                                              |                                                                                              |                                                                                              |                                                                                              | | | | | | |                                                                                               |                                                                                               |                                                 |                                                 |                                                                                             |                                                                                             |                                                                                             |                                                                                             |                                                                                             |                                                                                             |                                                                                            |                                                                                            |                                                                                               |                                                                                               |                                                                                               |                                                                                               |                                                                                               |                                                                                               |                                                                                            |                                                                                            |                                                                                            |                                                                                            |                                                                                            |                                                                                            |                                                                                           |                                                                                           |                                      |                                      |  |  |                                                  |                                                  |                                                  |                                                  |                                                  |                                                  |  |  |                                                  |                                                  |                                                  |                                                  |                                                  |                                                  |  |  |                              |                              |                              |                              |                              |                              |  |  |  |  |  |  |  |  |  |  |  |  |  |  |  |  |  |  |  |  |  |  |  |  |  |  |  |  |  |  |
|  |  |                              |                              |                              |                              | チャールズ・ボイル 第3代コーク伯爵 第2代バーリントン伯爵 第4代ダンガーヴァン子爵 (1660-1704) | チャールズ・ボイル 第3代コーク伯爵 第2代バーリントン伯爵 第4代ダンガーヴァン子爵 (1660-1704) | チャールズ・ボイル 第3代コーク伯爵 第2代バーリントン伯爵 第4代ダンガーヴァン子爵 (1660-1704) | チャールズ・ボイル 第3代コーク伯爵 第2代バーリントン伯爵 第4代ダンガーヴァン子爵 (1660-1704) | チャールズ・ボイル 第3代コーク伯爵 第2代バーリントン伯爵 第4代ダンガーヴァン子爵 (1660-1704)                                | チャールズ・ボイル 第3代コーク伯爵 第2代バーリントン伯爵 第4代ダンガーヴァン子爵 (1660-1704)                                | | | ヘンリー・ボイル 初代カールトン男爵 (1669-1725)                                                                             | ヘンリー・ボイル 初代カールトン男爵 (1669-1725)                                                                             | ヘンリー・ボイル 初代カールトン男爵 (1669-1725)                                               | ヘンリー・ボイル 初代カールトン男爵 (1669-1725)                                               | ヘンリー・ボイル 初代カールトン男爵 (1669-1725) | ヘンリー・ボイル 初代カールトン男爵 (1669-1725) |                                                                                             |                                                                                             | ライオネル・ボイル 第3代オーラリー伯爵 (1671-1703)                                          | ライオネル・ボイル 第3代オーラリー伯爵 (1671-1703)                                          | ライオネル・ボイル 第3代オーラリー伯爵 (1671-1703)                                          | ライオネル・ボイル 第3代オーラリー伯爵 (1671-1703)                                          | ライオネル・ボイル 第3代オーラリー伯爵 (1671-1703)                                         | ライオネル・ボイル 第3代オーラリー伯爵 (1671-1703)                                         |                                                                                               |                                                                                               | チャールズ・ボイル 第4代オーラリー伯爵 (1674-1731)                                            | チャールズ・ボイル 第4代オーラリー伯爵 (1674-1731)                                            | チャールズ・ボイル 第4代オーラリー伯爵 (1674-1731)                                            | チャールズ・ボイル 第4代オーラリー伯爵 (1674-1731)                                            | チャールズ・ボイル 第4代オーラリー伯爵 (1674-1731)                                         | チャールズ・ボイル 第4代オーラリー伯爵 (1674-1731)                                         |                                                                                            |                                                                                            |                                                                                            |                                                                                            |                                                                                           |                                                                                           |                                      |                                      |  |  | ヘンリー・ボイル 初代シャノン伯爵 (1682-1764)    | ヘンリー・ボイル 初代シャノン伯爵 (1682-1764)    | ヘンリー・ボイル 初代シャノン伯爵 (1682-1764)    | ヘンリー・ボイル 初代シャノン伯爵 (1682-1764)    | ヘンリー・ボイル 初代シャノン伯爵 (1682-1764)    | ヘンリー・ボイル 初代シャノン伯爵 (1682-1764)    |  |  | リチャード・ボイル 第2代シャノン子爵 (1675-1740) | リチャード・ボイル 第2代シャノン子爵 (1675-1740) | リチャード・ボイル 第2代シャノン子爵 (1675-1740) | リチャード・ボイル 第2代シャノン子爵 (1675-1740) | リチャード・ボイル 第2代シャノン子爵 (1675-1740) | リチャード・ボイル 第2代シャノン子爵 (1675-1740) |  |  |                              |                              |                              |                              |                              |                              |  |  |  |  |  |  |  |  |  |  |  |  |  |  |  |  |  |  |  |  |  |  |  |  |  |  |  |  |  |  |
|  |  |                              |                              |                              |                              | チャールズ・ボイル 第3代コーク伯爵 第2代バーリントン伯爵 第4代ダンガーヴァン子爵 (1660-1704) | チャールズ・ボイル 第3代コーク伯爵 第2代バーリントン伯爵 第4代ダンガーヴァン子爵 (1660-1704) | チャールズ・ボイル 第3代コーク伯爵 第2代バーリントン伯爵 第4代ダンガーヴァン子爵 (1660-1704) | チャールズ・ボイル 第3代コーク伯爵 第2代バーリントン伯爵 第4代ダンガーヴァン子爵 (1660-1704) | チャールズ・ボイル 第3代コーク伯爵 第2代バーリントン伯爵 第4代ダンガーヴァン子爵 (1660-1704)                                | チャールズ・ボイル 第3代コーク伯爵 第2代バーリントン伯爵 第4代ダンガーヴァン子爵 (1660-1704)                                | | | ヘンリー・ボイル 初代カールトン男爵 (1669-1725)                                                                             | ヘンリー・ボイル 初代カールトン男爵 (1669-1725)                                                                             | ヘンリー・ボイル 初代カールトン男爵 (1669-1725)                                               | ヘンリー・ボイル 初代カールトン男爵 (1669-1725)                                               | ヘンリー・ボイル 初代カールトン男爵 (1669-1725) | ヘンリー・ボイル 初代カールトン男爵 (1669-1725) |                                                                                             |                                                                                             | ライオネル・ボイル 第3代オーラリー伯爵 (1671-1703)                                          | ライオネル・ボイル 第3代オーラリー伯爵 (1671-1703)                                          | ライオネル・ボイル 第3代オーラリー伯爵 (1671-1703)                                          | ライオネル・ボイル 第3代オーラリー伯爵 (1671-1703)                                          | ライオネル・ボイル 第3代オーラリー伯爵 (1671-1703)                                         | ライオネル・ボイル 第3代オーラリー伯爵 (1671-1703)                                         |                                                                                               |                                                                                               | チャールズ・ボイル 第4代オーラリー伯爵 (1674-1731)                                            | チャールズ・ボイル 第4代オーラリー伯爵 (1674-1731)                                            | チャールズ・ボイル 第4代オーラリー伯爵 (1674-1731)                                            | チャールズ・ボイル 第4代オーラリー伯爵 (1674-1731)                                            | チャールズ・ボイル 第4代オーラリー伯爵 (1674-1731)                                         | チャールズ・ボイル 第4代オーラリー伯爵 (1674-1731)                                         |                                                                                            |                                                                                            |                                                                                            |                                                                                            |                                                                                           |                                                                                           |                                      |                                      |  |  | ヘンリー・ボイル 初代シャノン伯爵 (1682-1764)    | ヘンリー・ボイル 初代シャノン伯爵 (1682-1764)    | ヘンリー・ボイル 初代シャノン伯爵 (1682-1764)    | ヘンリー・ボイル 初代シャノン伯爵 (1682-1764)    | ヘンリー・ボイル 初代シャノン伯爵 (1682-1764)    | ヘンリー・ボイル 初代シャノン伯爵 (1682-1764)    |  |  | リチャード・ボイル 第2代シャノン子爵 (1675-1740) | リチャード・ボイル 第2代シャノン子爵 (1675-1740) | リチャード・ボイル 第2代シャノン子爵 (1675-1740) | リチャード・ボイル 第2代シャノン子爵 (1675-1740) | リチャード・ボイル 第2代シャノン子爵 (1675-1740) | リチャード・ボイル 第2代シャノン子爵 (1675-1740) |  |  |                              |                              |                              |                              |                              |                              |  |  |  |  |  |  |  |  |  |  |  |  |  |  |  |  |  |  |  |  |  |  |  |  |  |  |  |  |  |  |
|  |  |                              |                              |                              |                              | リチャード・ボイル 第4代コーク伯爵 第3代バーリントン伯爵 第5代ダンガーヴァン子爵 (1694-1753) | リチャード・ボイル 第4代コーク伯爵 第3代バーリントン伯爵 第5代ダンガーヴァン子爵 (1694-1753) | リチャード・ボイル 第4代コーク伯爵 第3代バーリントン伯爵 第5代ダンガーヴァン子爵 (1694-1753) | リチャード・ボイル 第4代コーク伯爵 第3代バーリントン伯爵 第5代ダンガーヴァン子爵 (1694-1753) | リチャード・ボイル 第4代コーク伯爵 第3代バーリントン伯爵 第5代ダンガーヴァン子爵 (1694-1753)                                | リチャード・ボイル 第4代コーク伯爵 第3代バーリントン伯爵 第5代ダンガーヴァン子爵 (1694-1753)                                | | | | |                                                                                               |                                                                                               |                                                 |                                                 |                                                                                             |                                                                                             | ヘンリエッタ・ハミルトン (-1732)                                                            | ヘンリエッタ・ハミルトン (-1732)                                                            | ヘンリエッタ・ハミルトン (-1732)                                                            | ヘンリエッタ・ハミルトン (-1732)                                                            | ヘンリエッタ・ハミルトン (-1732)                                                           | ヘンリエッタ・ハミルトン (-1732)                                                           |                                                                                               |                                                                                               | ジョン・ボイル 第5代コーク伯爵 第5代オーラリー伯爵 第6代ダンガーヴァン子爵 (1707-1762)        | ジョン・ボイル 第5代コーク伯爵 第5代オーラリー伯爵 第6代ダンガーヴァン子爵 (1707-1762)        | ジョン・ボイル 第5代コーク伯爵 第5代オーラリー伯爵 第6代ダンガーヴァン子爵 (1707-1762)        | ジョン・ボイル 第5代コーク伯爵 第5代オーラリー伯爵 第6代ダンガーヴァン子爵 (1707-1762)        | ジョン・ボイル 第5代コーク伯爵 第5代オーラリー伯爵 第6代ダンガーヴァン子爵 (1707-1762)     | ジョン・ボイル 第5代コーク伯爵 第5代オーラリー伯爵 第6代ダンガーヴァン子爵 (1707-1762)     |                                                                                            |                                                                                            | マーガレット・ハミルトン (1710-1758)                                                       | マーガレット・ハミルトン (1710-1758)                                                       | マーガレット・ハミルトン (1710-1758)                                                      | マーガレット・ハミルトン (1710-1758)                                                      | マーガレット・ハミルトン (1710-1758) | マーガレット・ハミルトン (1710-1758) |  |  | リチャード・ボイル 第2代シャノン伯爵 (1727-1807) | リチャード・ボイル 第2代シャノン伯爵 (1727-1807) | リチャード・ボイル 第2代シャノン伯爵 (1727-1807) | リチャード・ボイル 第2代シャノン伯爵 (1727-1807) | リチャード・ボイル 第2代シャノン伯爵 (1727-1807) | リチャード・ボイル 第2代シャノン伯爵 (1727-1807) |  |  |                                                  |                                                  |                                                  |                                                  |                                                  |                                                  |  |  |                              |                              |                              |                              |                              |                              |  |  |  |  |  |  |  |  |  |  |  |  |  |  |  |  |  |  |  |  |  |  |  |  |  |  |  |  |  |  |
|  |  |                              |                              |                              |                              | リチャード・ボイル 第4代コーク伯爵 第3代バーリントン伯爵 第5代ダンガーヴァン子爵 (1694-1753) | リチャード・ボイル 第4代コーク伯爵 第3代バーリントン伯爵 第5代ダンガーヴァン子爵 (1694-1753) | リチャード・ボイル 第4代コーク伯爵 第3代バーリントン伯爵 第5代ダンガーヴァン子爵 (1694-1753) | リチャード・ボイル 第4代コーク伯爵 第3代バーリントン伯爵 第5代ダンガーヴァン子爵 (1694-1753) | リチャード・ボイル 第4代コーク伯爵 第3代バーリントン伯爵 第5代ダンガーヴァン子爵 (1694-1753)                                | リチャード・ボイル 第4代コーク伯爵 第3代バーリントン伯爵 第5代ダンガーヴァン子爵 (1694-1753)                                | | | | |                                                                                               |                                                                                               |                                                 |                                                 |                                                                                             |                                                                                             | ヘンリエッタ・ハミルトン (-1732)                                                            | ヘンリエッタ・ハミルトン (-1732)                                                            | ヘンリエッタ・ハミルトン (-1732)                                                            | ヘンリエッタ・ハミルトン (-1732)                                                            | ヘンリエッタ・ハミルトン (-1732)                                                           | ヘンリエッタ・ハミルトン (-1732)                                                           |                                                                                               |                                                                                               | ジョン・ボイル 第5代コーク伯爵 第5代オーラリー伯爵 第6代ダンガーヴァン子爵 (1707-1762)        | ジョン・ボイル 第5代コーク伯爵 第5代オーラリー伯爵 第6代ダンガーヴァン子爵 (1707-1762)        | ジョン・ボイル 第5代コーク伯爵 第5代オーラリー伯爵 第6代ダンガーヴァン子爵 (1707-1762)        | ジョン・ボイル 第5代コーク伯爵 第5代オーラリー伯爵 第6代ダンガーヴァン子爵 (1707-1762)        | ジョン・ボイル 第5代コーク伯爵 第5代オーラリー伯爵 第6代ダンガーヴァン子爵 (1707-1762)     | ジョン・ボイル 第5代コーク伯爵 第5代オーラリー伯爵 第6代ダンガーヴァン子爵 (1707-1762)     |                                                                                            |                                                                                            | マーガレット・ハミルトン (1710-1758)                                                       | マーガレット・ハミルトン (1710-1758)                                                       | マーガレット・ハミルトン (1710-1758)                                                      | マーガレット・ハミルトン (1710-1758)                                                      | マーガレット・ハミルトン (1710-1758) | マーガレット・ハミルトン (1710-1758) |  |  | リチャード・ボイル 第2代シャノン伯爵 (1727-1807) | リチャード・ボイル 第2代シャノン伯爵 (1727-1807) | リチャード・ボイル 第2代シャノン伯爵 (1727-1807) | リチャード・ボイル 第2代シャノン伯爵 (1727-1807) | リチャード・ボイル 第2代シャノン伯爵 (1727-1807) | リチャード・ボイル 第2代シャノン伯爵 (1727-1807) |  |  |                                                  |                                                  |                                                  |                                                  |                                                  |                                                  |  |  |                              |                              |                              |                              |                              |                              |  |  |  |  |  |  |  |  |  |  |  |  |  |  |  |  |  |  |  |  |  |  |  |  |  |  |  |  |  |  |
|  |  |                              |                              |                              |                              |                                                                                              |                                                                                              |                                                                                              |                                                                                              | | | | | | |                                                                                               |                                                                                               |                                                 |                                                 |                                                                                             |                                                                                             |                                                                                             |                                                                                             |                                                                                             |                                                                                             |                                                                                            |                                                                                            |                                                                                               |                                                                                               |                                                                                               |                                                                                               |                                                                                               |                                                                                               |                                                                                            |                                                                                            |                                                                                            |                                                                                            |                                                                                            |                                                                                            |                                                                                           |                                                                                           |                                      |                                      |  |  |                                                  |                                                  |                                                  |                                                  |                                                  |                                                  |  |  |                                                  |                                                  |                                                  |                                                  |                                                  |                                                  |  |  |                              |                              |                              |                              |                              |                              |  |  |  |  |  |  |  |  |  |  |  |  |  |  |  |  |  |  |  |  |  |  |  |  |  |  |  |  |  |  |
|  |  |                              |                              |                              |                              |                                                                                              |                                                                                              |                                                                                              |                                                                                              | | | | | | |                                                                                               |                                                                                               |                                                 |                                                 |                                                                                             |                                                                                             |                                                                                             |                                                                                             |                                                                                             |                                                                                             |                                                                                            |                                                                                            |                                                                                               |                                                                                               |                                                                                               |                                                                                               |                                                                                               |                                                                                               |                                                                                            |                                                                                            |                                                                                            |                                                                                            |                                                                                            |                                                                                            |                                                                                           |                                                                                           |                                      |                                      |  |  |                                                  |                                                  |                                                  |                                                  |                                                  |                                                  |  |  |                                                  |                                                  |                                                  |                                                  |                                                  |                                                  |  |  |                              |                              |                              |                              |                              |                              |  |  |  |  |  |  |  |  |  |  |  |  |  |  |  |  |  |  |  |  |  |  |  |  |  |  |  |  |  |  |
|  |  |                              |                              |                              |                              |                                                                                              |                                                                                              |                                                                                              |                                                                                              | | | | | | |                                                                                               |                                                                                               | チャールズ・ボイル (1729–1759)                  | チャールズ・ボイル (1729–1759)                  | チャールズ・ボイル (1729–1759)                                                              | チャールズ・ボイル (1729–1759)                                                              | チャールズ・ボイル (1729–1759)                                                              | チャールズ・ボイル (1729–1759)                                                              |                                                                                             |                                                                                             | ハミルトン・ボイル 第6代コーク伯爵 第6代オーラリー伯爵 第7代ダンガーヴァン子爵 (1729-1764) | ハミルトン・ボイル 第6代コーク伯爵 第6代オーラリー伯爵 第7代ダンガーヴァン子爵 (1729-1764) | ハミルトン・ボイル 第6代コーク伯爵 第6代オーラリー伯爵 第7代ダンガーヴァン子爵 (1729-1764)    | ハミルトン・ボイル 第6代コーク伯爵 第6代オーラリー伯爵 第7代ダンガーヴァン子爵 (1729-1764)    | ハミルトン・ボイル 第6代コーク伯爵 第6代オーラリー伯爵 第7代ダンガーヴァン子爵 (1729-1764)    | ハミルトン・ボイル 第6代コーク伯爵 第6代オーラリー伯爵 第7代ダンガーヴァン子爵 (1729-1764)    |                                                                                               |                                                                                               | エドマンド・ボイル 第7代コーク伯爵 第7代オーラリー伯爵 第8代ダンガーヴァン子爵 (1742-1798) | エドマンド・ボイル 第7代コーク伯爵 第7代オーラリー伯爵 第8代ダンガーヴァン子爵 (1742-1798) | エドマンド・ボイル 第7代コーク伯爵 第7代オーラリー伯爵 第8代ダンガーヴァン子爵 (1742-1798) | エドマンド・ボイル 第7代コーク伯爵 第7代オーラリー伯爵 第8代ダンガーヴァン子爵 (1742-1798) | エドマンド・ボイル 第7代コーク伯爵 第7代オーラリー伯爵 第8代ダンガーヴァン子爵 (1742-1798) | エドマンド・ボイル 第7代コーク伯爵 第7代オーラリー伯爵 第8代ダンガーヴァン子爵 (1742-1798) |                                                                                           |                                                                                           |                                      |                                      |  |  | ヘンリー・ボイル 第3代シャノン伯爵 (1771–1842)   | ヘンリー・ボイル 第3代シャノン伯爵 (1771–1842)   | ヘンリー・ボイル 第3代シャノン伯爵 (1771–1842)   | ヘンリー・ボイル 第3代シャノン伯爵 (1771–1842)   | ヘンリー・ボイル 第3代シャノン伯爵 (1771–1842)   | ヘンリー・ボイル 第3代シャノン伯爵 (1771–1842)   |  |  |                                                  |                                                  |                                                  |                                                  |                                                  |                                                  |  |  |                              |                              |                              |                              |                              |                              |  |  |  |  |  |  |  |  |  |  |  |  |  |  |  |  |  |  |  |  |  |  |  |  |  |  |  |  |  |  |
|  |  |                              |                              |                              |                              |                                                                                              |                                                                                              |                                                                                              |                                                                                              | | | | | | |                                                                                               |                                                                                               | チャールズ・ボイル (1729–1759)                  | チャールズ・ボイル (1729–1759)                  | チャールズ・ボイル (1729–1759)                                                              | チャールズ・ボイル (1729–1759)                                                              | チャールズ・ボイル (1729–1759)                                                              | チャールズ・ボイル (1729–1759)                                                              |                                                                                             |                                                                                             | ハミルトン・ボイル 第6代コーク伯爵 第6代オーラリー伯爵 第7代ダンガーヴァン子爵 (1729-1764) | ハミルトン・ボイル 第6代コーク伯爵 第6代オーラリー伯爵 第7代ダンガーヴァン子爵 (1729-1764) | ハミルトン・ボイル 第6代コーク伯爵 第6代オーラリー伯爵 第7代ダンガーヴァン子爵 (1729-1764)    | ハミルトン・ボイル 第6代コーク伯爵 第6代オーラリー伯爵 第7代ダンガーヴァン子爵 (1729-1764)    | ハミルトン・ボイル 第6代コーク伯爵 第6代オーラリー伯爵 第7代ダンガーヴァン子爵 (1729-1764)    | ハミルトン・ボイル 第6代コーク伯爵 第6代オーラリー伯爵 第7代ダンガーヴァン子爵 (1729-1764)    |                                                                                               |                                                                                               | エドマンド・ボイル 第7代コーク伯爵 第7代オーラリー伯爵 第8代ダンガーヴァン子爵 (1742-1798) | エドマンド・ボイル 第7代コーク伯爵 第7代オーラリー伯爵 第8代ダンガーヴァン子爵 (1742-1798) | エドマンド・ボイル 第7代コーク伯爵 第7代オーラリー伯爵 第8代ダンガーヴァン子爵 (1742-1798) | エドマンド・ボイル 第7代コーク伯爵 第7代オーラリー伯爵 第8代ダンガーヴァン子爵 (1742-1798) | エドマンド・ボイル 第7代コーク伯爵 第7代オーラリー伯爵 第8代ダンガーヴァン子爵 (1742-1798) | エドマンド・ボイル 第7代コーク伯爵 第7代オーラリー伯爵 第8代ダンガーヴァン子爵 (1742-1798) |                                                                                           |                                                                                           |                                      |                                      |  |  | ヘンリー・ボイル 第3代シャノン伯爵 (1771–1842)   | ヘンリー・ボイル 第3代シャノン伯爵 (1771–1842)   | ヘンリー・ボイル 第3代シャノン伯爵 (1771–1842)   | ヘンリー・ボイル 第3代シャノン伯爵 (1771–1842)   | ヘンリー・ボイル 第3代シャノン伯爵 (1771–1842)   | ヘンリー・ボイル 第3代シャノン伯爵 (1771–1842)   |  |  |                                                  |                                                  |                                                  |                                                  |                                                  |                                                  |  |  |                              |                              |                              |                              |                              |                              |  |  |  |  |  |  |  |  |  |  |  |  |  |  |  |  |  |  |  |  |  |  |  |  |  |  |  |  |  |  |
|  |  |                              |                              |                              |                              |                                                                                              |                                                                                              |                                                                                              |                                                                                              | | | | | | |                                                                                               |                                                                                               |                                                 |                                                 |                                                                                             |                                                                                             |                                                                                             |                                                                                             |                                                                                             |                                                                                             |                                                                                            |                                                                                            |                                                                                               |                                                                                               |                                                                                               |                                                                                               |                                                                                               |                                                                                               |                                                                                            |                                                                                            |                                                                                            |                                                                                            |                                                                                            |                                                                                            |                                                                                           |                                                                                           |                                      |                                      |  |  |                                                  |                                                  |                                                  |                                                  |                                                  |                                                  |  |  |                                                  |                                                  |                                                  |                                                  |                                                  |                                                  |  |  |                              |                              |                              |                              |                              |                              |  |  |  |  |  |  |  |  |  |  |  |  |  |  |  |  |  |  |  |  |  |  |  |  |  |  |  |  |  |  |
|  |  |                              |                              |                              |                              |                                                                                              |                                                                                              |                                                                                              |                                                                                              | | | | | | |                                                                                               |                                                                                               |                                                 |                                                 |                                                                                             |                                                                                             |                                                                                             |                                                                                             |                                                                                             |                                                                                             | ジョン・ボイル (1765–1768)                                                                 | ジョン・ボイル (1765–1768)                                                                 | ジョン・ボイル (1765–1768)                                                                    | ジョン・ボイル (1765–1768)                                                                    | ジョン・ボイル (1765–1768)                                                                    | ジョン・ボイル (1765–1768)                                                                    |                                                                                               |                                                                                               | エドマンド・ボイル 第8代コーク伯爵 第8代オーラリー伯爵 第9代ダンガーヴァン子爵 (1767–1856) | エドマンド・ボイル 第8代コーク伯爵 第8代オーラリー伯爵 第9代ダンガーヴァン子爵 (1767–1856) | エドマンド・ボイル 第8代コーク伯爵 第8代オーラリー伯爵 第9代ダンガーヴァン子爵 (1767–1856) | エドマンド・ボイル 第8代コーク伯爵 第8代オーラリー伯爵 第9代ダンガーヴァン子爵 (1767–1856) | エドマンド・ボイル 第8代コーク伯爵 第8代オーラリー伯爵 第9代ダンガーヴァン子爵 (1767–1856) | エドマンド・ボイル 第8代コーク伯爵 第8代オーラリー伯爵 第9代ダンガーヴァン子爵 (1767–1856) |                                                                                           |                                                                                           |                                      |                                      |  |  | リチャード・ボイル 第4代シャノン伯爵 (1809–1868) | リチャード・ボイル 第4代シャノン伯爵 (1809–1868) | リチャード・ボイル 第4代シャノン伯爵 (1809–1868) | リチャード・ボイル 第4代シャノン伯爵 (1809–1868) | リチャード・ボイル 第4代シャノン伯爵 (1809–1868) | リチャード・ボイル 第4代シャノン伯爵 (1809–1868) |  |  |                                                  |                                                  |                                                  |                                                  |                                                  |                                                  |  |  |                              |                              |                              |                              |                              |                              |  |  |  |  |  |  |  |  |  |  |  |  |  |  |  |  |  |  |  |  |  |  |  |  |  |  |  |  |  |  |
|  |  |                              |                              |                              |                              |                                                                                              |                                                                                              |                                                                                              |                                                                                              | | | | | | |                                                                                               |                                                                                               |                                                 |                                                 |                                                                                             |                                                                                             |                                                                                             |                                                                                             |                                                                                             |                                                                                             | ジョン・ボイル (1765–1768)                                                                 | ジョン・ボイル (1765–1768)                                                                 | ジョン・ボイル (1765–1768)                                                                    | ジョン・ボイル (1765–1768)                                                                    | ジョン・ボイル (1765–1768)                                                                    | ジョン・ボイル (1765–1768)                                                                    |                                                                                               |                                                                                               | エドマンド・ボイル 第8代コーク伯爵 第8代オーラリー伯爵 第9代ダンガーヴァン子爵 (1767–1856) | エドマンド・ボイル 第8代コーク伯爵 第8代オーラリー伯爵 第9代ダンガーヴァン子爵 (1767–1856) | エドマンド・ボイル 第8代コーク伯爵 第8代オーラリー伯爵 第9代ダンガーヴァン子爵 (1767–1856) | エドマンド・ボイル 第8代コーク伯爵 第8代オーラリー伯爵 第9代ダンガーヴァン子爵 (1767–1856) | エドマンド・ボイル 第8代コーク伯爵 第8代オーラリー伯爵 第9代ダンガーヴァン子爵 (1767–1856) | エドマンド・ボイル 第8代コーク伯爵 第8代オーラリー伯爵 第9代ダンガーヴァン子爵 (1767–1856) |                                                                                           |                                                                                           |                                      |                                      |  |  | リチャード・ボイル 第4代シャノン伯爵 (1809–1868) | リチャード・ボイル 第4代シャノン伯爵 (1809–1868) | リチャード・ボイル 第4代シャノン伯爵 (1809–1868) | リチャード・ボイル 第4代シャノン伯爵 (1809–1868) | リチャード・ボイル 第4代シャノン伯爵 (1809–1868) | リチャード・ボイル 第4代シャノン伯爵 (1809–1868) |  |  |                                                  |                                                  |                                                  |                                                  |                                                  |                                                  |  |  |                              |                              |                              |                              |                              |                              |  |  |  |  |  |  |  |  |  |  |  |  |  |  |  |  |  |  |  |  |  |  |  |  |  |  |  |  |  |  |
|  |  |                              |                              |                              |                              |                                                                                              |                                                                                              |                                                                                              |                                                                                              | | | | | | |                                                                                               |                                                                                               |                                                 |                                                 |                                                                                             |                                                                                             |                                                                                             |                                                                                             |                                                                                             |                                                                                             |                                                                                            |                                                                                            |                                                                                               |                                                                                               |                                                                                               |                                                                                               |                                                                                               |                                                                                               |                                                                                            |                                                                                            |                                                                                            |                                                                                            |                                                                                            |                                                                                            |                                                                                           |                                                                                           |                                      |                                      |  |  |                                                  |                                                  |                                                  |                                                  |                                                  |                                                  |  |  |                                                  |                                                  |                                                  |                                                  |                                                  |                                                  |  |  |                              |                              |                              |                              |                              |                              |  |  |  |  |  |  |  |  |  |  |  |  |  |  |  |  |  |  |  |  |  |  |  |  |  |  |  |  |  |  |
|  |  |                              |                              |                              |                              |                                                                                              |                                                                                              |                                                                                              |                                                                                              | | | エドマンド・ボイル (1798–1826)                                                                                              | エドマンド・ボイル (1798–1826)                                                                                              | エドマンド・ボイル (1798–1826)                                                                                              | エドマンド・ボイル (1798–1826)                                                                                              | エドマンド・ボイル (1798–1826)                                                                | エドマンド・ボイル (1798–1826)                                                                |                                                 |                                                 | チャールズ・ボイル (1800–1834)                                                              | チャールズ・ボイル (1800–1834)                                                              | チャールズ・ボイル (1800–1834)                                                              | チャールズ・ボイル (1800–1834)                                                              | チャールズ・ボイル (1800–1834)                                                              | チャールズ・ボイル (1800–1834)                                                              |                                                                                            |                                                                                            |                                                                                               |                                                                                               |                                                                                               |                                                                                               |                                                                                               |                                                                                               | ジョン・ボイル                                                                             | ジョン・ボイル                                                                             | ジョン・ボイル                                                                             | ジョン・ボイル                                                                             | ジョン・ボイル                                                                             | ジョン・ボイル                                                                             |                                                                                           |                                                                                           |                                      |                                      |  |  | ヘンリー・ボイル 第5代シャノン伯爵 (1833–1890)   | ヘンリー・ボイル 第5代シャノン伯爵 (1833–1890)   | ヘンリー・ボイル 第5代シャノン伯爵 (1833–1890)   | ヘンリー・ボイル 第5代シャノン伯爵 (1833–1890)   | ヘンリー・ボイル 第5代シャノン伯爵 (1833–1890)   | ヘンリー・ボイル 第5代シャノン伯爵 (1833–1890)   |  |  |                                                  |                                                  |                                                  |                                                  |                                                  |                                                  |  |  |                              |                              |                              |                              |                              |                              |  |  |  |  |  |  |  |  |  |  |  |  |  |  |  |  |  |  |  |  |  |  |  |  |  |  |  |  |  |  |
|  |  |                              |                              |                              |                              |                                                                                              |                                                                                              |                                                                                              |                                                                                              | | | エドマンド・ボイル (1798–1826)                                                                                              | エドマンド・ボイル (1798–1826)                                                                                              | エドマンド・ボイル (1798–1826)                                                                                              | エドマンド・ボイル (1798–1826)                                                                                              | エドマンド・ボイル (1798–1826)                                                                | エドマンド・ボイル (1798–1826)                                                                |                                                 |                                                 | チャールズ・ボイル (1800–1834)                                                              | チャールズ・ボイル (1800–1834)                                                              | チャールズ・ボイル (1800–1834)                                                              | チャールズ・ボイル (1800–1834)                                                              | チャールズ・ボイル (1800–1834)                                                              | チャールズ・ボイル (1800–1834)                                                              |                                                                                            |                                                                                            |                                                                                               |                                                                                               |                                                                                               |                                                                                               |                                                                                               |                                                                                               | ジョン・ボイル                                                                             | ジョン・ボイル                                                                             | ジョン・ボイル                                                                             | ジョン・ボイル                                                                             | ジョン・ボイル                                                                             | ジョン・ボイル                                                                             |                                                                                           |                                                                                           |                                      |                                      |  |  | ヘンリー・ボイル 第5代シャノン伯爵 (1833–1890)   | ヘンリー・ボイル 第5代シャノン伯爵 (1833–1890)   | ヘンリー・ボイル 第5代シャノン伯爵 (1833–1890)   | ヘンリー・ボイル 第5代シャノン伯爵 (1833–1890)   | ヘンリー・ボイル 第5代シャノン伯爵 (1833–1890)   | ヘンリー・ボイル 第5代シャノン伯爵 (1833–1890)   |  |  |                                                  |                                                  |                                                  |                                                  |                                                  |                                                  |  |  |                              |                              |                              |                              |                              |                              |  |  |  |  |  |  |  |  |  |  |  |  |  |  |  |  |  |  |  |  |  |  |  |  |  |  |  |  |  |  |
|  |  |                              |                              |                              |                              |                                                                                              |                                                                                              |                                                                                              |                                                                                              | | | | | | |                                                                                               |                                                                                               |                                                 |                                                 | リチャード・ボイル 第9代コーク伯爵 第9代オーラリー伯爵 第10代ダンガーヴァン子爵 (1829–1904) | リチャード・ボイル 第9代コーク伯爵 第9代オーラリー伯爵 第10代ダンガーヴァン子爵 (1829–1904) | リチャード・ボイル 第9代コーク伯爵 第9代オーラリー伯爵 第10代ダンガーヴァン子爵 (1829–1904) | リチャード・ボイル 第9代コーク伯爵 第9代オーラリー伯爵 第10代ダンガーヴァン子爵 (1829–1904) | リチャード・ボイル 第9代コーク伯爵 第9代オーラリー伯爵 第10代ダンガーヴァン子爵 (1829–1904) | リチャード・ボイル 第9代コーク伯爵 第9代オーラリー伯爵 第10代ダンガーヴァン子爵 (1829–1904) |                                                                                            |                                                                                            |                                                                                               |                                                                                               |                                                                                               |                                                                                               |                                                                                               |                                                                                               | ジェラルド・ボイル                                                                         | ジェラルド・ボイル                                                                         | ジェラルド・ボイル                                                                         | ジェラルド・ボイル                                                                         | ジェラルド・ボイル                                                                         | ジェラルド・ボイル                                                                         |                                                                                           |                                                                                           |                                      |                                      |  |  | リチャード・ボイル 第6代シャノン伯爵 (1860–1906) | リチャード・ボイル 第6代シャノン伯爵 (1860–1906) | リチャード・ボイル 第6代シャノン伯爵 (1860–1906) | リチャード・ボイル 第6代シャノン伯爵 (1860–1906) | リチャード・ボイル 第6代シャノン伯爵 (1860–1906) | リチャード・ボイル 第6代シャノン伯爵 (1860–1906) |  |  |                                                  |                                                  |                                                  |                                                  |                                                  |                                                  |  |  |                              |                              |                              |                              |                              |                              |  |  |  |  |  |  |  |  |  |  |  |  |  |  |  |  |  |  |  |  |  |  |  |  |  |  |  |  |  |  |
|  |  |                              |                              |                              |                              |                                                                                              |                                                                                              |                                                                                              |                                                                                              | | | | | | |                                                                                               |                                                                                               |                                                 |                                                 | リチャード・ボイル 第9代コーク伯爵 第9代オーラリー伯爵 第10代ダンガーヴァン子爵 (1829–1904) | リチャード・ボイル 第9代コーク伯爵 第9代オーラリー伯爵 第10代ダンガーヴァン子爵 (1829–1904) | リチャード・ボイル 第9代コーク伯爵 第9代オーラリー伯爵 第10代ダンガーヴァン子爵 (1829–1904) | リチャード・ボイル 第9代コーク伯爵 第9代オーラリー伯爵 第10代ダンガーヴァン子爵 (1829–1904) | リチャード・ボイル 第9代コーク伯爵 第9代オーラリー伯爵 第10代ダンガーヴァン子爵 (1829–1904) | リチャード・ボイル 第9代コーク伯爵 第9代オーラリー伯爵 第10代ダンガーヴァン子爵 (1829–1904) |                                                                                            |                                                                                            |                                                                                               |                                                                                               |                                                                                               |                                                                                               |                                                                                               |                                                                                               | ジェラルド・ボイル                                                                         | ジェラルド・ボイル                                                                         | ジェラルド・ボイル                                                                         | ジェラルド・ボイル                                                                         | ジェラルド・ボイル                                                                         | ジェラルド・ボイル                                                                         |                                                                                           |                                                                                           |                                      |                                      |  |  | リチャード・ボイル 第6代シャノン伯爵 (1860–1906) | リチャード・ボイル 第6代シャノン伯爵 (1860–1906) | リチャード・ボイル 第6代シャノン伯爵 (1860–1906) | リチャード・ボイル 第6代シャノン伯爵 (1860–1906) | リチャード・ボイル 第6代シャノン伯爵 (1860–1906) | リチャード・ボイル 第6代シャノン伯爵 (1860–1906) |  |  |                                                  |                                                  |                                                  |                                                  |                                                  |                                                  |  |  |                              |                              |                              |                              |                              |                              |  |  |  |  |  |  |  |  |  |  |  |  |  |  |  |  |  |  |  |  |  |  |  |  |  |  |  |  |  |  |
|  |  |                              |                              |                              |                              |                                                                                              |                                                                                              |                                                                                              |                                                                                              | | | | | | |                                                                                               |                                                                                               |                                                 |                                                 |                                                                                             |                                                                                             |                                                                                             |                                                                                             |                                                                                             |                                                                                             |                                                                                            |                                                                                            |                                                                                               |                                                                                               |                                                                                               |                                                                                               |                                                                                               |                                                                                               |                                                                                            |                                                                                            |                                                                                            |                                                                                            |                                                                                            |                                                                                            |                                                                                           |                                                                                           |                                      |                                      |  |  |                                                  |                                                  |                                                  |                                                  |                                                  |                                                  |  |  |                                                  |                                                  |                                                  |                                                  |                                                  |                                                  |  |  |                              |                              |                              |                              |                              |                              |  |  |  |  |  |  |  |  |  |  |  |  |  |  |  |  |  |  |  |  |  |  |  |  |  |  |  |  |  |  |
|  |  |                              |                              |                              |                              |                                                                                              |                                                                                              |                                                                                              |                                                                                              | | | チャールズ・ボイル 第10代コーク伯爵 第10代オーラリー伯爵 第11代ダンガーヴァン子爵 (1861–1925)                               | チャールズ・ボイル 第10代コーク伯爵 第10代オーラリー伯爵 第11代ダンガーヴァン子爵 (1861–1925)                               | チャールズ・ボイル 第10代コーク伯爵 第10代オーラリー伯爵 第11代ダンガーヴァン子爵 (1861–1925)                               | チャールズ・ボイル 第10代コーク伯爵 第10代オーラリー伯爵 第11代ダンガーヴァン子爵 (1861–1925)                               | チャールズ・ボイル 第10代コーク伯爵 第10代オーラリー伯爵 第11代ダンガーヴァン子爵 (1861–1925) | チャールズ・ボイル 第10代コーク伯爵 第10代オーラリー伯爵 第11代ダンガーヴァン子爵 (1861–1925) |                                                 |                                                 | ロバート・ボイル 第11代コーク伯爵 第11代オーラリー伯爵 第12代ダンガーヴァン子爵 (1864–1934) | ロバート・ボイル 第11代コーク伯爵 第11代オーラリー伯爵 第12代ダンガーヴァン子爵 (1864–1934) | ロバート・ボイル 第11代コーク伯爵 第11代オーラリー伯爵 第12代ダンガーヴァン子爵 (1864–1934) | ロバート・ボイル 第11代コーク伯爵 第11代オーラリー伯爵 第12代ダンガーヴァン子爵 (1864–1934) | ロバート・ボイル 第11代コーク伯爵 第11代オーラリー伯爵 第12代ダンガーヴァン子爵 (1864–1934) | ロバート・ボイル 第11代コーク伯爵 第11代オーラリー伯爵 第12代ダンガーヴァン子爵 (1864–1934) |                                                                                            |                                                                                            | ウィリアム・ボイル 第12代コーク伯爵 第12代オーラリー伯爵 第13代ダンガーヴァン子爵 (1873–1967) | ウィリアム・ボイル 第12代コーク伯爵 第12代オーラリー伯爵 第13代ダンガーヴァン子爵 (1873–1967) | ウィリアム・ボイル 第12代コーク伯爵 第12代オーラリー伯爵 第13代ダンガーヴァン子爵 (1873–1967) | ウィリアム・ボイル 第12代コーク伯爵 第12代オーラリー伯爵 第13代ダンガーヴァン子爵 (1873–1967) | ウィリアム・ボイル 第12代コーク伯爵 第12代オーラリー伯爵 第13代ダンガーヴァン子爵 (1873–1967) | ウィリアム・ボイル 第12代コーク伯爵 第12代オーラリー伯爵 第13代ダンガーヴァン子爵 (1873–1967) |                                                                                            |                                                                                            | レジナルド・ボイル                                                                         | レジナルド・ボイル                                                                         | レジナルド・ボイル                                                                         | レジナルド・ボイル                                                                         | レジナルド・ボイル                                                                        | レジナルド・ボイル                                                                        |                                      |                                      |  |  | リチャード・ボイル 第7代シャノン伯爵 (1897–1917) | リチャード・ボイル 第7代シャノン伯爵 (1897–1917) | リチャード・ボイル 第7代シャノン伯爵 (1897–1917) | リチャード・ボイル 第7代シャノン伯爵 (1897–1917) | リチャード・ボイル 第7代シャノン伯爵 (1897–1917) | リチャード・ボイル 第7代シャノン伯爵 (1897–1917) |  |  | ロバート・ボイル 第8代シャノン伯爵 (1900–1963)   | ロバート・ボイル 第8代シャノン伯爵 (1900–1963)   | ロバート・ボイル 第8代シャノン伯爵 (1900–1963)   | ロバート・ボイル 第8代シャノン伯爵 (1900–1963)   | ロバート・ボイル 第8代シャノン伯爵 (1900–1963)   | ロバート・ボイル 第8代シャノン伯爵 (1900–1963)   |  |  |                              |                              |                              |                              |                              |                              |  |  |  |  |  |  |  |  |  |  |  |  |  |  |  |  |  |  |  |  |  |  |  |  |  |  |  |  |  |  |
|  |  |                              |                              |                              |                              |                                                                                              |                                                                                              |                                                                                              |                                                                                              | | | チャールズ・ボイル 第10代コーク伯爵 第10代オーラリー伯爵 第11代ダンガーヴァン子爵 (1861–1925)                               | チャールズ・ボイル 第10代コーク伯爵 第10代オーラリー伯爵 第11代ダンガーヴァン子爵 (1861–1925)                               | チャールズ・ボイル 第10代コーク伯爵 第10代オーラリー伯爵 第11代ダンガーヴァン子爵 (1861–1925)                               | チャールズ・ボイル 第10代コーク伯爵 第10代オーラリー伯爵 第11代ダンガーヴァン子爵 (1861–1925)                               | チャールズ・ボイル 第10代コーク伯爵 第10代オーラリー伯爵 第11代ダンガーヴァン子爵 (1861–1925) | チャールズ・ボイル 第10代コーク伯爵 第10代オーラリー伯爵 第11代ダンガーヴァン子爵 (1861–1925) |                                                 |                                                 | ロバート・ボイル 第11代コーク伯爵 第11代オーラリー伯爵 第12代ダンガーヴァン子爵 (1864–1934) | ロバート・ボイル 第11代コーク伯爵 第11代オーラリー伯爵 第12代ダンガーヴァン子爵 (1864–1934) | ロバート・ボイル 第11代コーク伯爵 第11代オーラリー伯爵 第12代ダンガーヴァン子爵 (1864–1934) | ロバート・ボイル 第11代コーク伯爵 第11代オーラリー伯爵 第12代ダンガーヴァン子爵 (1864–1934) | ロバート・ボイル 第11代コーク伯爵 第11代オーラリー伯爵 第12代ダンガーヴァン子爵 (1864–1934) | ロバート・ボイル 第11代コーク伯爵 第11代オーラリー伯爵 第12代ダンガーヴァン子爵 (1864–1934) |                                                                                            |                                                                                            | ウィリアム・ボイル 第12代コーク伯爵 第12代オーラリー伯爵 第13代ダンガーヴァン子爵 (1873–1967) | ウィリアム・ボイル 第12代コーク伯爵 第12代オーラリー伯爵 第13代ダンガーヴァン子爵 (1873–1967) | ウィリアム・ボイル 第12代コーク伯爵 第12代オーラリー伯爵 第13代ダンガーヴァン子爵 (1873–1967) | ウィリアム・ボイル 第12代コーク伯爵 第12代オーラリー伯爵 第13代ダンガーヴァン子爵 (1873–1967) | ウィリアム・ボイル 第12代コーク伯爵 第12代オーラリー伯爵 第13代ダンガーヴァン子爵 (1873–1967) | ウィリアム・ボイル 第12代コーク伯爵 第12代オーラリー伯爵 第13代ダンガーヴァン子爵 (1873–1967) |                                                                                            |                                                                                            | レジナルド・ボイル                                                                         | レジナルド・ボイル                                                                         | レジナルド・ボイル                                                                         | レジナルド・ボイル                                                                         | レジナルド・ボイル                                                                        | レジナルド・ボイル                                                                        |                                      |                                      |  |  | リチャード・ボイル 第7代シャノン伯爵 (1897–1917) | リチャード・ボイル 第7代シャノン伯爵 (1897–1917) | リチャード・ボイル 第7代シャノン伯爵 (1897–1917) | リチャード・ボイル 第7代シャノン伯爵 (1897–1917) | リチャード・ボイル 第7代シャノン伯爵 (1897–1917) | リチャード・ボイル 第7代シャノン伯爵 (1897–1917) |  |  | ロバート・ボイル 第8代シャノン伯爵 (1900–1963)   | ロバート・ボイル 第8代シャノン伯爵 (1900–1963)   | ロバート・ボイル 第8代シャノン伯爵 (1900–1963)   | ロバート・ボイル 第8代シャノン伯爵 (1900–1963)   | ロバート・ボイル 第8代シャノン伯爵 (1900–1963)   | ロバート・ボイル 第8代シャノン伯爵 (1900–1963)   |  |  |                              |                              |                              |                              |                              |                              |  |  |  |  |  |  |  |  |  |  |  |  |  |  |  |  |  |  |  |  |  |  |  |  |  |  |  |  |  |  |
|  |  |                              |                              |                              |                              |                                                                                              |                                                                                              |                                                                                              |                                                                                              | | | | | | |                                                                                               |                                                                                               |                                                 |                                                 |                                                                                             |                                                                                             |                                                                                             |                                                                                             |                                                                                             |                                                                                             |                                                                                            |                                                                                            |                                                                                               |                                                                                               |                                                                                               |                                                                                               |                                                                                               |                                                                                               |                                                                                            |                                                                                            |                                                                                            |                                                                                            |                                                                                            |                                                                                            |                                                                                           |                                                                                           |                                      |                                      |  |  |                                                  |                                                  |                                                  |                                                  |                                                  |                                                  |  |  |                                                  |                                                  |                                                  |                                                  |                                                  |                                                  |  |  |                              |                              |                              |                              |                              |                              |  |  |  |  |  |  |  |  |  |  |  |  |  |  |  |  |  |  |  |  |  |  |  |  |  |  |  |  |  |  |
|  |  |                              |                              |                              |                              |                                                                                              |                                                                                              |                                                                                              |                                                                                              | | | | | | |                                                                                               |                                                                                               |                                                 |                                                 |                                                                                             |                                                                                             |                                                                                             |                                                                                             |                                                                                             |                                                                                             |                                                                                            |                                                                                            | パトリック・ボイル 第13代コーク伯爵 第13代オーラリー伯爵 第14代ダンガーヴァン子爵 (1910–1995) | パトリック・ボイル 第13代コーク伯爵 第13代オーラリー伯爵 第14代ダンガーヴァン子爵 (1910–1995) | パトリック・ボイル 第13代コーク伯爵 第13代オーラリー伯爵 第14代ダンガーヴァン子爵 (1910–1995) | パトリック・ボイル 第13代コーク伯爵 第13代オーラリー伯爵 第14代ダンガーヴァン子爵 (1910–1995) | パトリック・ボイル 第13代コーク伯爵 第13代オーラリー伯爵 第14代ダンガーヴァン子爵 (1910–1995) | パトリック・ボイル 第13代コーク伯爵 第13代オーラリー伯爵 第14代ダンガーヴァン子爵 (1910–1995) |                                                                                            |                                                                                            | ジョン・ボイル 第14代コーク伯爵 第14代オーラリー伯爵 第15代ダンガーヴァン子爵 (1916–2003)  | ジョン・ボイル 第14代コーク伯爵 第14代オーラリー伯爵 第15代ダンガーヴァン子爵 (1916–2003)  | ジョン・ボイル 第14代コーク伯爵 第14代オーラリー伯爵 第15代ダンガーヴァン子爵 (1916–2003)  | ジョン・ボイル 第14代コーク伯爵 第14代オーラリー伯爵 第15代ダンガーヴァン子爵 (1916–2003)  | ジョン・ボイル 第14代コーク伯爵 第14代オーラリー伯爵 第15代ダンガーヴァン子爵 (1916–2003) | ジョン・ボイル 第14代コーク伯爵 第14代オーラリー伯爵 第15代ダンガーヴァン子爵 (1916–2003) |                                      |                                      |  |  |                                                  |                                                  |                                                  |                                                  |                                                  |                                                  |  |  | リチャード・ボイル 第9代シャノン伯爵 (1924–2013) | リチャード・ボイル 第9代シャノン伯爵 (1924–2013) | リチャード・ボイル 第9代シャノン伯爵 (1924–2013) | リチャード・ボイル 第9代シャノン伯爵 (1924–2013) | リチャード・ボイル 第9代シャノン伯爵 (1924–2013) | リチャード・ボイル 第9代シャノン伯爵 (1924–2013) |  |  |                              |                              |                              |                              |                              |                              |  |  |  |  |  |  |  |  |  |  |  |  |  |  |  |  |  |  |  |  |  |  |  |  |  |  |  |  |  |  |
|  |  |                              |                              |                              |                              |                                                                                              |                                                                                              |                                                                                              |                                                                                              | | | | | | |                                                                                               |                                                                                               |                                                 |                                                 |                                                                                             |                                                                                             |                                                                                             |                                                                                             |                                                                                             |                                                                                             |                                                                                            |                                                                                            | パトリック・ボイル 第13代コーク伯爵 第13代オーラリー伯爵 第14代ダンガーヴァン子爵 (1910–1995) | パトリック・ボイル 第13代コーク伯爵 第13代オーラリー伯爵 第14代ダンガーヴァン子爵 (1910–1995) | パトリック・ボイル 第13代コーク伯爵 第13代オーラリー伯爵 第14代ダンガーヴァン子爵 (1910–1995) | パトリック・ボイル 第13代コーク伯爵 第13代オーラリー伯爵 第14代ダンガーヴァン子爵 (1910–1995) | パトリック・ボイル 第13代コーク伯爵 第13代オーラリー伯爵 第14代ダンガーヴァン子爵 (1910–1995) | パトリック・ボイル 第13代コーク伯爵 第13代オーラリー伯爵 第14代ダンガーヴァン子爵 (1910–1995) |                                                                                            |                                                                                            | ジョン・ボイル 第14代コーク伯爵 第14代オーラリー伯爵 第15代ダンガーヴァン子爵 (1916–2003)  | ジョン・ボイル 第14代コーク伯爵 第14代オーラリー伯爵 第15代ダンガーヴァン子爵 (1916–2003)  | ジョン・ボイル 第14代コーク伯爵 第14代オーラリー伯爵 第15代ダンガーヴァン子爵 (1916–2003)  | ジョン・ボイル 第14代コーク伯爵 第14代オーラリー伯爵 第15代ダンガーヴァン子爵 (1916–2003)  | ジョン・ボイル 第14代コーク伯爵 第14代オーラリー伯爵 第15代ダンガーヴァン子爵 (1916–2003) | ジョン・ボイル 第14代コーク伯爵 第14代オーラリー伯爵 第15代ダンガーヴァン子爵 (1916–2003) |                                      |                                      |  |  |                                                  |                                                  |                                                  |                                                  |                                                  |                                                  |  |  | リチャード・ボイル 第9代シャノン伯爵 (1924–2013) | リチャード・ボイル 第9代シャノン伯爵 (1924–2013) | リチャード・ボイル 第9代シャノン伯爵 (1924–2013) | リチャード・ボイル 第9代シャノン伯爵 (1924–2013) | リチャード・ボイル 第9代シャノン伯爵 (1924–2013) | リチャード・ボイル 第9代シャノン伯爵 (1924–2013) |  |  |                              |                              |                              |                              |                              |                              |  |  |  |  |  |  |  |  |  |  |  |  |  |  |  |  |  |  |  |  |  |  |  |  |  |  |  |  |  |  |
|  |  |                              |                              |                              |                              |                                                                                              |                                                                                              |                                                                                              |                                                                                              | | | | | | |                                                                                               |                                                                                               |                                                 |                                                 |                                                                                             |                                                                                             |                                                                                             |                                                                                             |                                                                                             |                                                                                             |                                                                                            |                                                                                            |                                                                                               |                                                                                               |                                                                                               |                                                                                               |                                                                                               |                                                                                               |                                                                                            |                                                                                            | ジョン・ボイル 第15代コーク伯爵 第15代オーラリー伯爵 第16代ダンガーヴァン子爵 (1945-)      | ジョン・ボイル 第15代コーク伯爵 第15代オーラリー伯爵 第16代ダンガーヴァン子爵 (1945-)      | ジョン・ボイル 第15代コーク伯爵 第15代オーラリー伯爵 第16代ダンガーヴァン子爵 (1945-)      | ジョン・ボイル 第15代コーク伯爵 第15代オーラリー伯爵 第16代ダンガーヴァン子爵 (1945-)      | ジョン・ボイル 第15代コーク伯爵 第15代オーラリー伯爵 第16代ダンガーヴァン子爵 (1945-)     | ジョン・ボイル 第15代コーク伯爵 第15代オーラリー伯爵 第16代ダンガーヴァン子爵 (1945-)     |                                      |                                      |  |  |                                                  |                                                  |                                                  |                                                  |                                                  |                                                  |  |  | リチャード・ボイル 第10代シャノン伯爵 (1960-)    | リチャード・ボイル 第10代シャノン伯爵 (1960-)    | リチャード・ボイル 第10代シャノン伯爵 (1960-)    | リチャード・ボイル 第10代シャノン伯爵 (1960-)    | リチャード・ボイル 第10代シャノン伯爵 (1960-)    | リチャード・ボイル 第10代シャノン伯爵 (1960-)    |  |  |                              |                              |                              |                              |                              |                              |  |  |  |  |  |  |  |  |  |  |  |  |  |  |  |  |  |  |  |  |  |  |  |  |  |  |  |  |  |  |